# Biserica Înălțarea Sfintei Cruci din Volovăț
Biserica "Înălțarea Sfintei Cruci" din Volovăț este o biserică ctitorită de Ștefan cel Mare între anii 1500-1502 în satul Volovăț (județul Suceava), aflat la 4 km sud-vest de orașul Rădăuți. 
Biserica "Înălțarea Sfintei Cruci" din Volovăț a fost inclusă pe Lista monumentelor istorice din județul Suceava din anul 2015, având codul de clasificare cod LMI SV-II-m-A-05674. 

## Istoric

### Biserica de lemn de la Volovăț
După cum consemnează cronicarul Nicolae Costin, voievodul Dragoș Vodă (1351-1353) a construit o biserică de lemn la Volovăț, pe care Ștefan cel Mare a mutat-o la Mănăstirea Putna. Cronicarul povestește legenda că biserica de lemn din Volovăț ar fi putut adăposti odată mormântul legendarului Dragoș Vodă.
„Înțeles-am și noi den oameni bătrâni, lăcuitori de aicea den țară, cum să trage cuvântul den om în om, că o biserică de lemnu la Olovăț, să fie făcută de Dragoș-vodă și acolo zic, să fie îngropat Dragoș-vodă. Și aceia biserică de lemnu au mutat-o Ștefan-vodă cel Bun, de o au clădit la Mănăstirea Putna, unde stă până acmu. Iară pe locul bisericii acei de lemnu, la Olovăț, Ștefan-vodă au zidit biserică de piatră.”—Nicolae Costin - "Letopisețul Țării Moldovei de la zidirea lumii până la 1601 și de la 1709 la 1711", Opere, Iași, 1976, p. 74.
Un hrisov domnesc din 17 martie 1723 al voievodului Mihai Racoviță confirmă spusele cronicarului: 
„Scris-am Domnia me la boieri și la toți slujitorii, cari veți umbla ori cu ce fel de slujbă a Domniei mele la ținutul Sucevei, facem știre tuturor pentru sfânta biserică de lemn, ce este lângă Mănăstirea Putna, care această biserică dinceputul ei au fost făcută de Dragoș Vodă la Volovăț și au fost acolo până în zilele răposatului Ștefan Vodă bătrânul, și atunce Ștefan Vodă au mutat-o acolo la Putna zidind în locul ei alta de piatră, care din pricina acestei biserici, căci au fost veche, s'au  suitul rândul și Mănăstirii Putnei de este mai naintea altor mănăstiri și până astăzi.”—Dimitrie Dan - "Mănăstirea și comuna Putna" (București, 1905), p. 125-127.

### Biserica lui Giurgiu

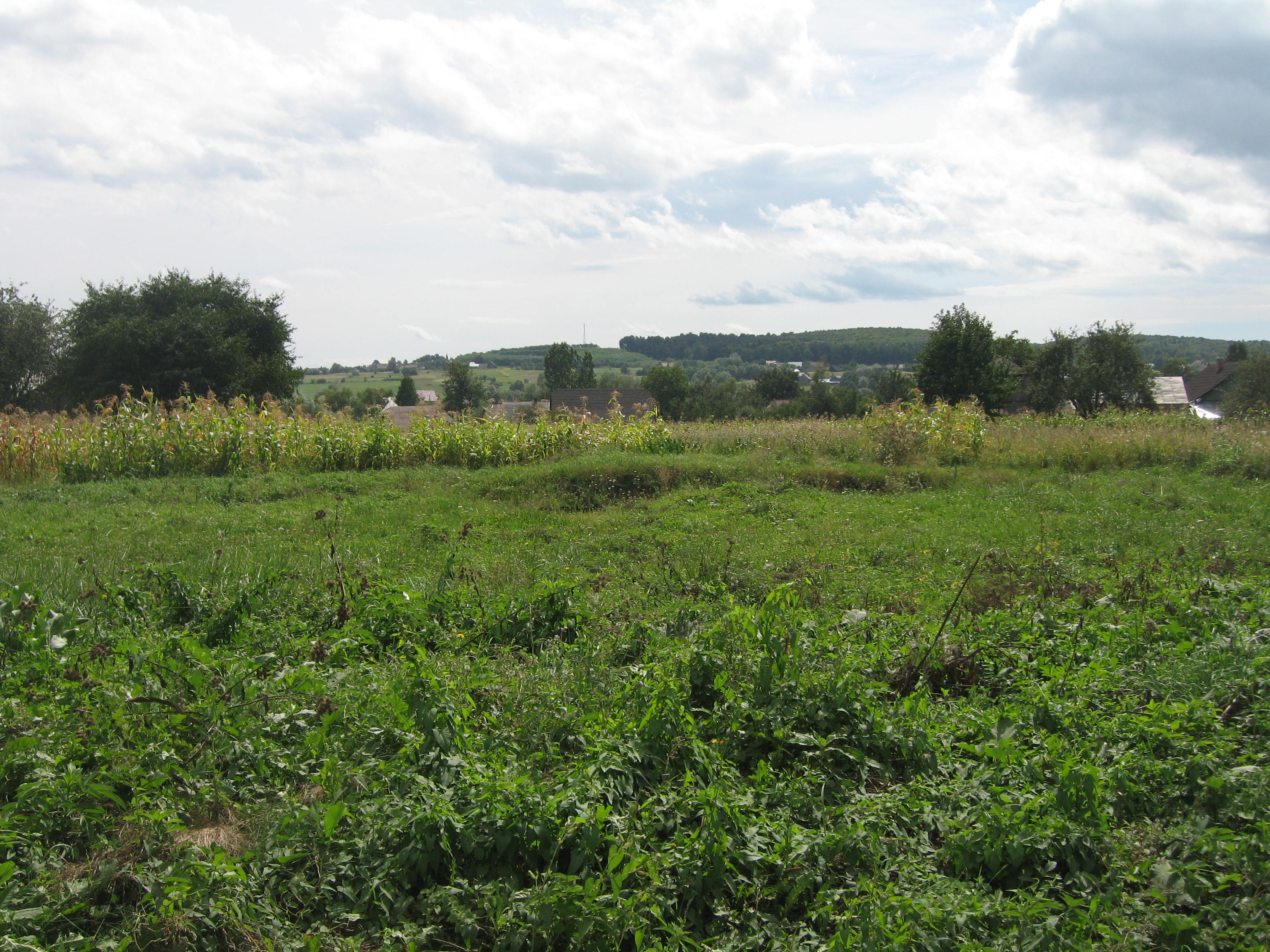
Ruinele bisericii lui Giurgiu

La sfrșitul secolului al XIV-lea, boierul Giurgiu (Giurgea) de la Volovăț a construit o curte boierească și o biserică, ale cărei temelii se păstrează și azi.  Fundațiile bisericii vechi au fost descoperite cu ocazia cercetărilor efectuate de Alexandru Artimon în perioada 1969-1973. 
În toamna anului 2004, arheologul Florin Hău a decopertat fundațiile vechii biserici din Volovăț, cu scopul de a identifica poziția exactă a monumentului în cadrul parcelei de teren în care acesta a fost pentru prima dată descoperit și reconstituirea parțială, în baza unui proiect de restaurare, „a traseului previzibil al elevației în plan a monumentului, până la o cotă pozitivă de circa 0,8 - 1,0 m”. După decopertarea fundațiilor și întocmirea planului întregului sit, s-au luat o serie de măsuri de protecție menite să conserve fundațiile monumentului până la data reluării lucrărilor. Fundațiile au fost acoperite inițial cu snopi uscați de porumb, peste care s-a așternut folie de material plastic, iar ulterior cu fragmentele unui acoperiș de draniță provenind de la o casă din sat. 
Ploile din vara anului 2010 au dus însă la inundarea sitului și la deteriorarea acoperișului de draniță care proteja fundațiile acestui monument istoric. 
În prezent, ansamblul curții boierești a lui Giurgiu de la Volovăț-"Siliște” se află la o distanță de circa 100 m sud-est de biserica medievală actuală. El este înscris pe Lista monumentelor istorice din județul Suceava sub codul SV-I-s-B-05444, fiind format din două obiective: 
- Ruinele casei boierești - datând din sec. XIV - XV și având codul SV-I-m-B-05444.01
- Ruinele bisericii - datând din sec. XIV - XV și având codul SV-I-m-B-05444.02

### Biserica lui Ștefan cel Mare
În locul bisericii de lemn, Ștefan cel Mare a construit între anii 1500 și 1502 o biserică de zid după cum atestă pisania în limba slavonă, amplasată la intrarea în biserică: "Binecinstitorul și de Hristos iubitorul, Io Ștefan Voievod, din mila lui Dumnezeu Domn (gospodar) al Țării Moldovenești, fiul lui Bogdan Voievod, cu Doamna sa  Maria, fiica lui Radu Voievod și cu preaiubitul lor fiu Bogdan Voievod, au zidit casa (hramul) aceasta întru numele înălțării cinstitei și de viață dătătoare cruci; și s-a început în anul 7008 (=1500) și s-a sfârșit în anul 7010 (=1502), iar al domniei sale anul patruzeci și șaselea curgător, luna septembrie 14". Dedesubtul pisaniei, s-a amplasat o placă din marmură cu traducerea insripției.

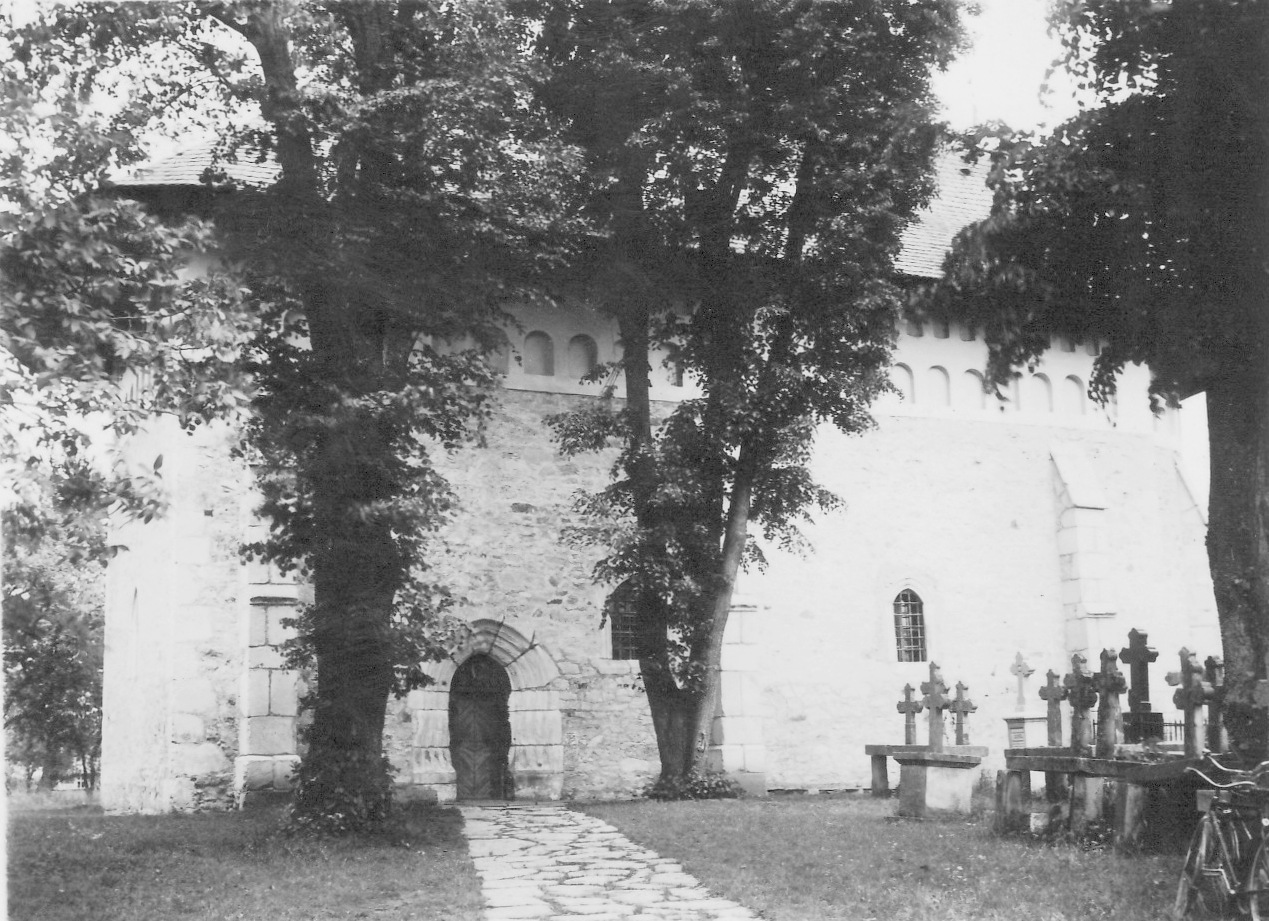
Biserica în perioada interbelică

Biserica a avut de suferit de mai multe ori în decursul timpului, rămânând un timp chiar pustie. A fost restaurată în 1752 de către episcopul Dosoftei Herescu al Rădăuților (1750-1789), dăruindu-se cu acest prilej iconostasul de la Biserica "Sf. Nicolae" din Rădăuți. Unele reparații au mai fost efectuate și în anul 1776 pe cheltuiala proistosului Gurie de la Mănăstirea Sucevița. 
În anul 1825 s-au efectuat ample lucrări de restaurare de către preotul paroh Ioan Grigorovici. În 1856 s-a construit un turn-clopotniță din lemn. Ca urmare a unei furtuni, în 1871 a fost refăcut acoperișul. În anul 1885 pereții din interior au fost vopsiți în culoare de ulei 
În această biserică s-au cununat la 20 august 1850 preotul Iraclie Porumbescu și Emilia Clodnițchi, părinții viitorului compozitor Ciprian Porumbescu. În prezent, acest eveniment este atestat de o placă de marmură aflată pe un monument de piatră. Textul inscripției este următorul: "În această biserică, la 20 august 1850, au primit sf. taină a cununiei Iraclie și Emilia Porumbescu, părinții nemuritorului Ciprian Porumbescu".
O altă serie de lucrări de restaurare au fost efectuate în perioada 1935-1936, cu acest prilej fiind decapată tencuiala de pe porțiunea de zid de piatră din exterior, iar ocnițele din cărămidă au rămas tencuite.
În cursul anului 2007, cu ocazia unor lucrări de curățare a pereților interiori ai bisericii, efectuate sub coordonarea prof.univ. dr Oliviu Boldura de la Universitatea București, s-a descoperit un fragment de pictură murală, demontându-se ipoteza că biserica nu a fost niciodată pictată. 
Printre preoții care au slujit aici se numără:
- Ioan Grigorovici - paroh (pe la 1825)
- arhipresviterul stavrofor Constantin Tarangul (1823-1910) - paroh de Volovăț (1868-1910), protoiereu al Rădăuților. El a fost căsătorit cu Maria Turcan (1835-1922) din Crasna, având împreună 18 copii, printre care și Erast Tarangul (1870-1938) - prefect al Districtului Suceava (1905-1912), consilier guvernial (1912-1918), subsecretar de stat pentru finanțe în Guvernul provizoriu al Bucovinei prezidat de Iancu Flondor (1918-1919), senator de Suceava și Siret (1919-1921). Constantin Tarangul a fost înnobilat în anul 1908, la jubileul de 60 de ani a împăratului Franz Joseph I, primind titlurile de Cavaler al Ordinului Franz Joseph și Edler von Valea Utsei.
- Isidor Zavadovschi (1861-1916) - paroh
- Dumitru Valenciuc - paroh. A publicat mai multe cărți, printre care: "Volovățul și locuitorii săi: Repere pentru o monografie" (Ed. Mușatinii, Suceava, 2000) și "Volovăț: Pași prin istorie" (Ed. Bucovina Istorică, Suceava, 2002).

## Biserica

### Arhitectură

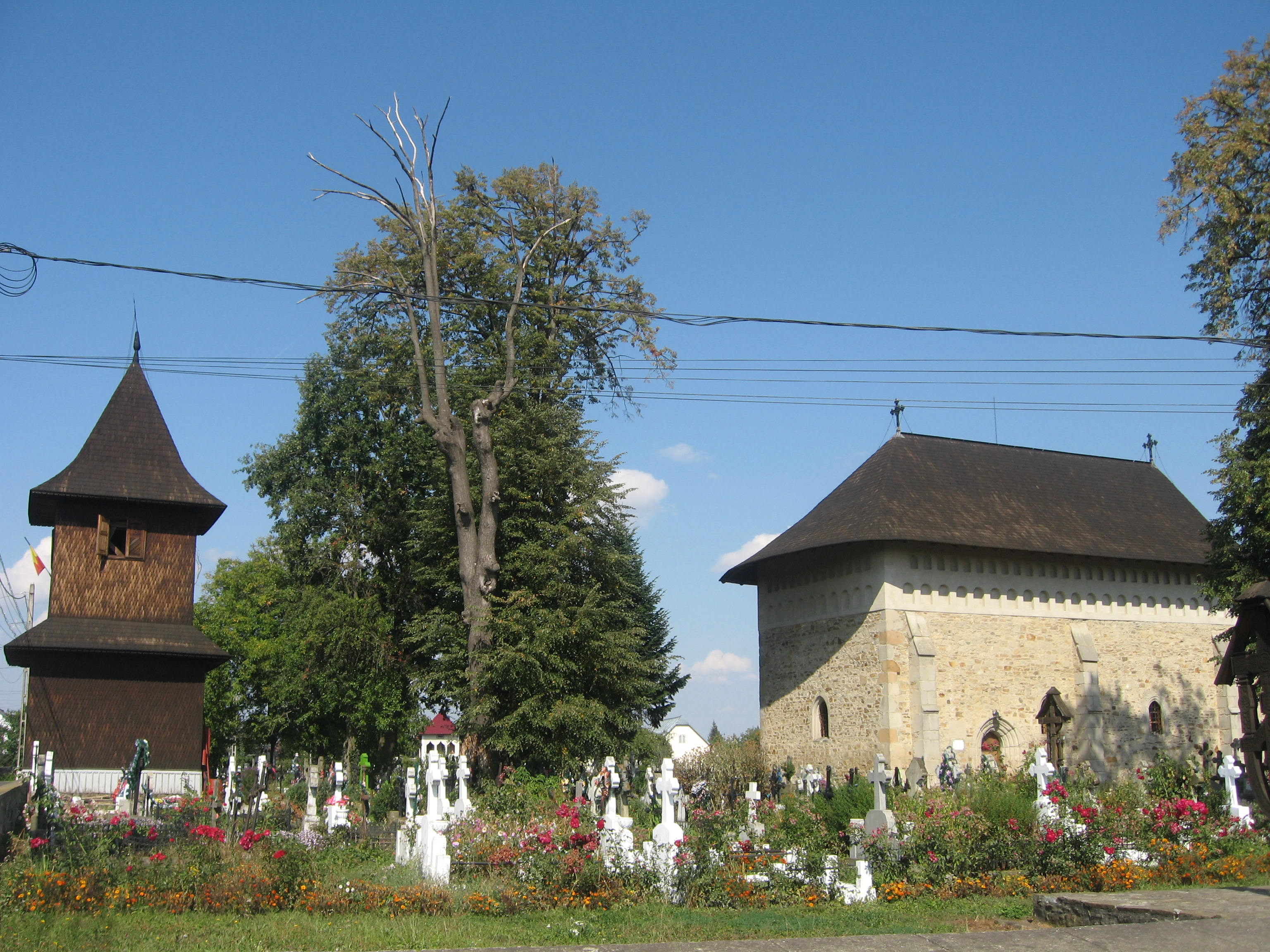
Biserica şi turnul clopotniţă

Biserica este construită în plan dreptunghiular, cu bolți semicilindrice unitare sprijinite de console și prinse sub un singur acoperiș.
În exterior, biserica este sprijinită de câte trei contraforturi de factură gotică de-o parte și de alta a pronaosului și naosului, iar absida altarului este susținută de două contraforturi de dimensiuni mai mici. Biserica este înconjurată în registrul superior, sub streașină, de două rânduri de ocnițe - patru din rândul de sus corespund la trei din rândul de jos. Fereastra de la absida altarului este terminată în arc semicircular, toate celelalte ferestre au chenare în arc frânt.
Spațiul bisericii este împărțit în pronaos, naos și altar. Intrarea în pronaos se face printr-un portal încadrat de patru muluri în stil gotic, cu bazele decorate și terminate în arc de cerc. Pronaosul are două ferestre, una pe latura sudică și alta pe latura nordică. Trecerea din pronaos în naos se face printr-o ușă cu chenar dreptunghiular aflată în mijlocul unui zid. 
Naosul este cu două trepte mai jos decât pronaosul și altarul, cei din pronaos putând vedea slujba fără a fi nevoiți să se ridice în picioare. Naosul este luminat tot de două ferestre, una pe latura nordică și cealaltă pe latura sudică.
Absida altarului este foarte mare și boltită semisferic, fiind luminată printr-o fereastră dispusă în ax. Nișele diaconiconului și ale proscomidiarului sunt adânci și luminate de câte o ferestruică.
Biserica nu a fost pictată nici în exterior și nici în interior. În anul 1885 pereții din interior au fost vopsiți în culoare de ulei. 
Turnul clopotniță al bisericii este din lemn, el fiind construit în anul 1856. Până atunci, clopotele au fost așezate sub streașina bisericii sau sub o zvoniță.

### Odoare de preț
Nu au fost păstrate obiecte de preț donate de ctitor sau de familia sa. Cea mai veche relicvă păstrată este un fragment de sculptură provenind de la o catapeteasmă din secolul al XVII-lea. Cele mai vechi icoane sunt: Deisis (donată în 1726 de Ioachim Buliga și soția sa Iliana), Sf. Muceniță Varvara, Cuvioasa Parascheva și Întâiul mucenic Ștefan (din 1808).
S-au mai păstrat trei volume de Protocolul poroncilor, Conscripție din 1825 asupra tuturor persoanelor din parohia bisericii din Volovăț și petrecerea lor creștinească.

## Alte construcții în curtea bisericii
În această biserică, la 20 august 1850, au fost cununați Iraclie și Emilia Porumbescu, părinții viitorului compozitor Ciprian Porumbescu, lucru atestat de o placă de marmură aflată pe un monument de piatră. În curtea bisericii se mai află un bust al lui Ștefan cel Mare, o troiță întru pomenirea eroilor căzuți pe câmpurile de luptă și o troiță întru pomenirea preoților care au slujit la această biserică.
În anul 2003 a fost dezvelit un curtea bisericii un bust din piatră artificială realizat de către sculptorul Lucian Tudorache (n. 1965), cu contribuția lui Valerian, Lăcrămioara și Silvana Zub.
În cimitirul din jurul bisericii au fost înmormântate numeroase personalități. În memoria a 23 de personalități din Volovăț a fost amplasată câte o placă de marmură albă pe zidul de incintă al complexului. Dintre aceștia menționăm pe următorii: Stanislav de Eloha (atestat pe la 1393), Ioan Antonovici (1854-1913) - mare binefăcător, prof. Lazăr Vicol (1859-?) - autor de manuale, dr. Erast Tarangul (1870-1938) - senator, dr. Eugen Tarangul (1875-1961) - prefect al Sucevei, dr. Constantin Taniu Dracinschi (1875-1932) - poet, prof. Mihai Vicol (1876-1942) - autor de manuale, arhiprezbiter stavrofor dr. Oreste Tarangul (1877-1960) - consilier mitropolitan, Nichifor Lupăștean (1878-1947) - pictor iconar, dr. Simeon Hâj (1895-1988) - drept al popoarelor, Nichifor Robu (1902-1977) - senator, prof.dr. Victor Nedelcu (1907-1977) - profesor univ. de filosofie etc.

## Imagini

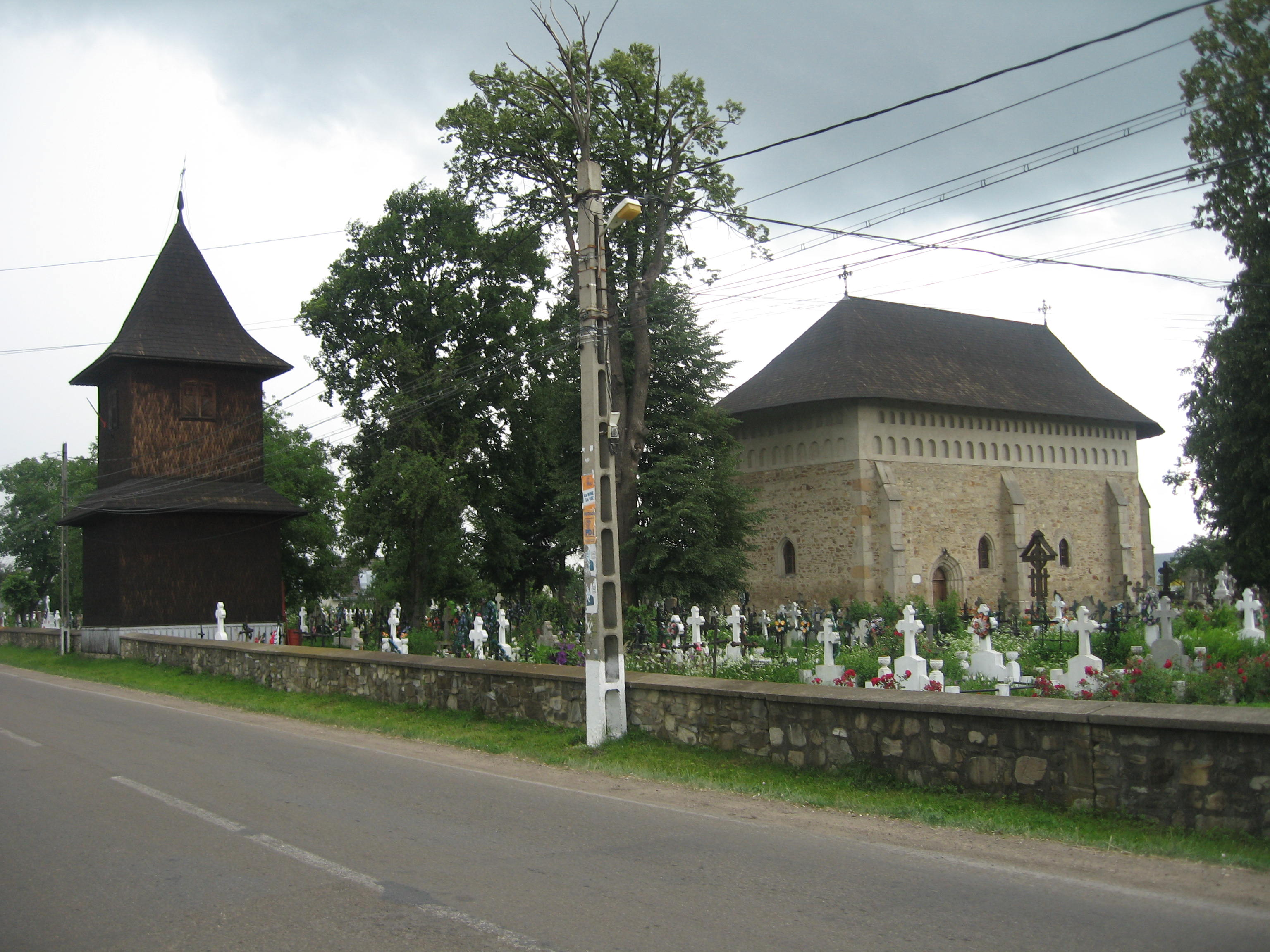
Biserica şi turnul clopotniţă
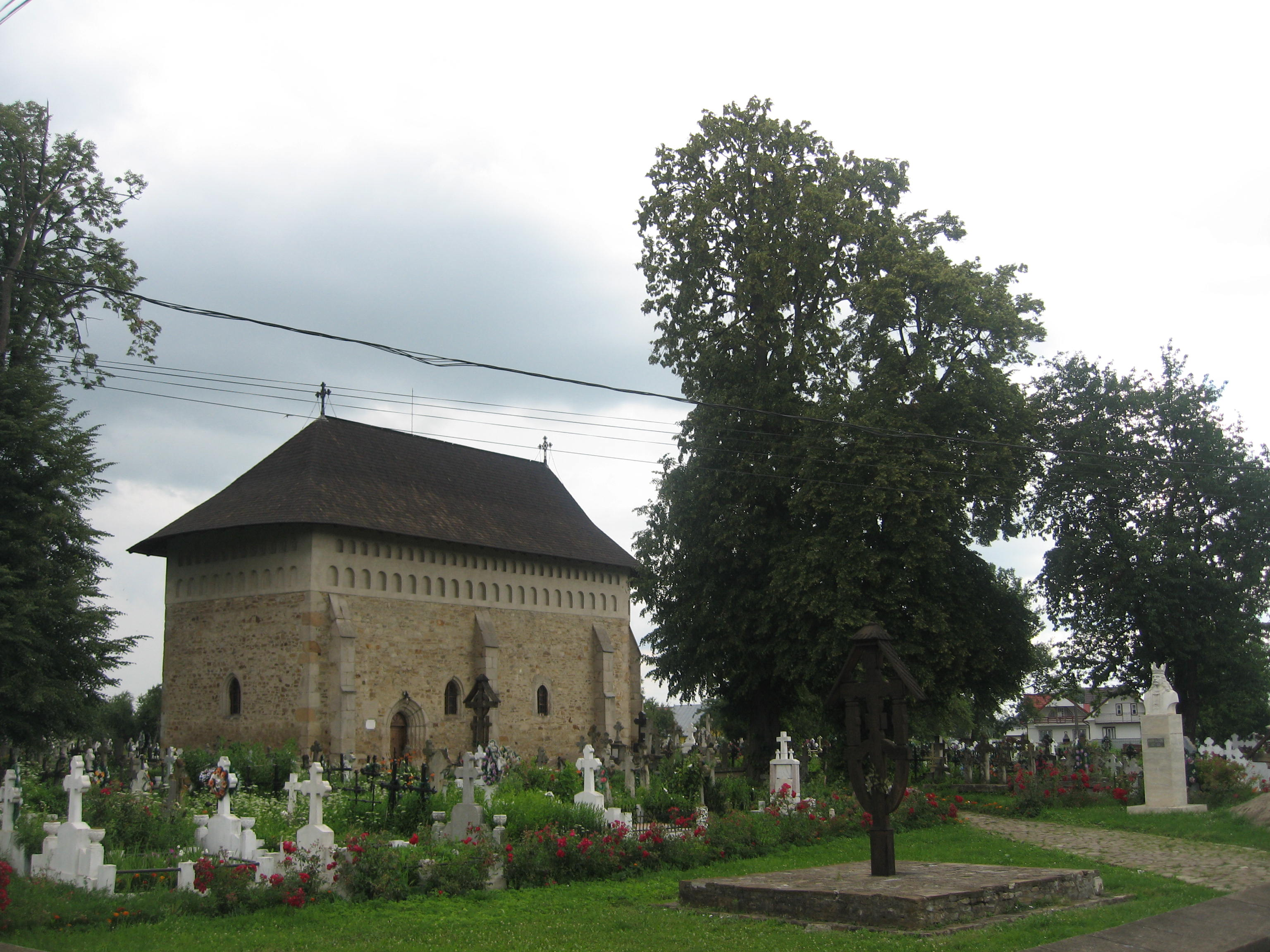
Biserica privită din drum
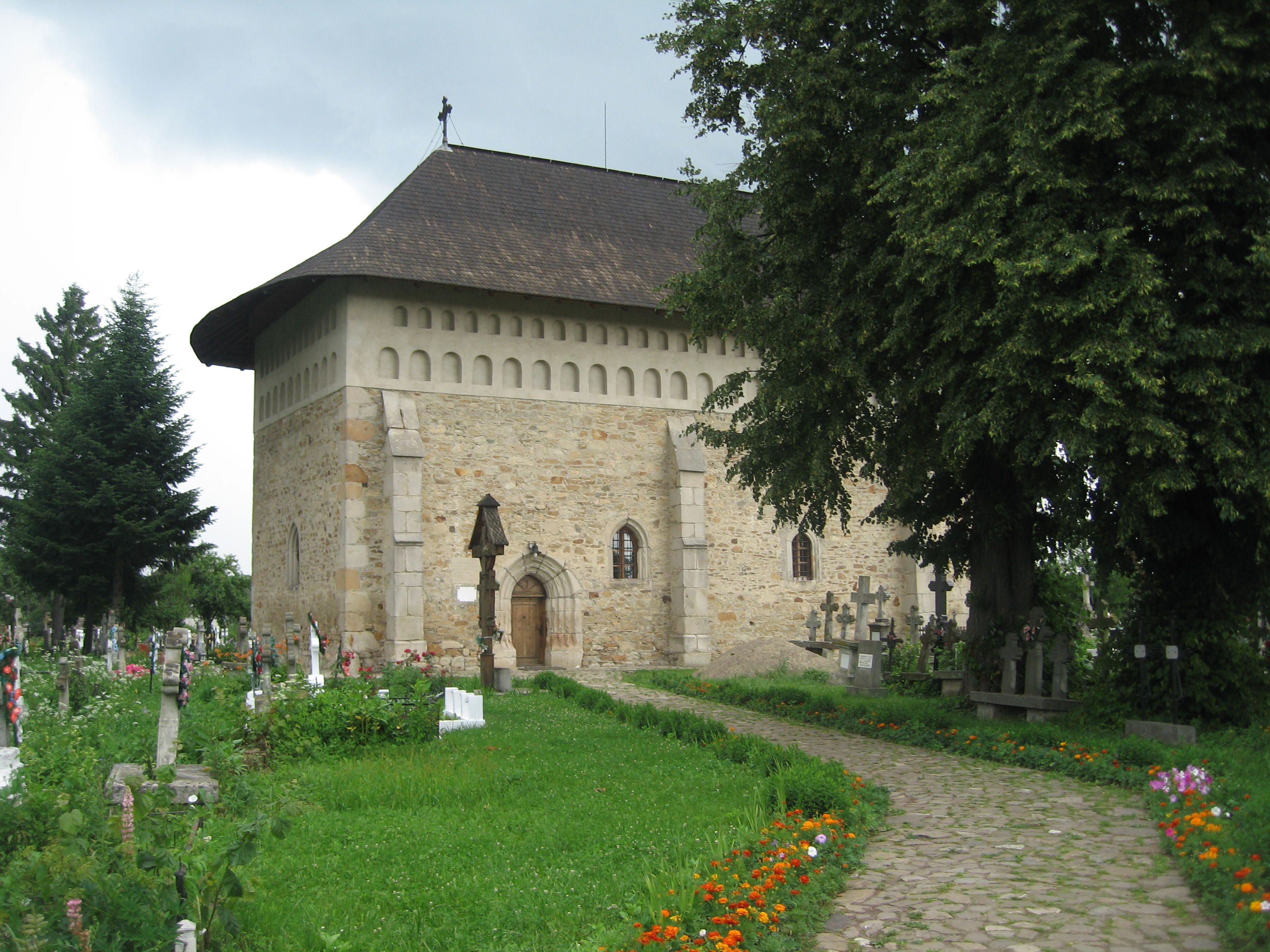
Biserica
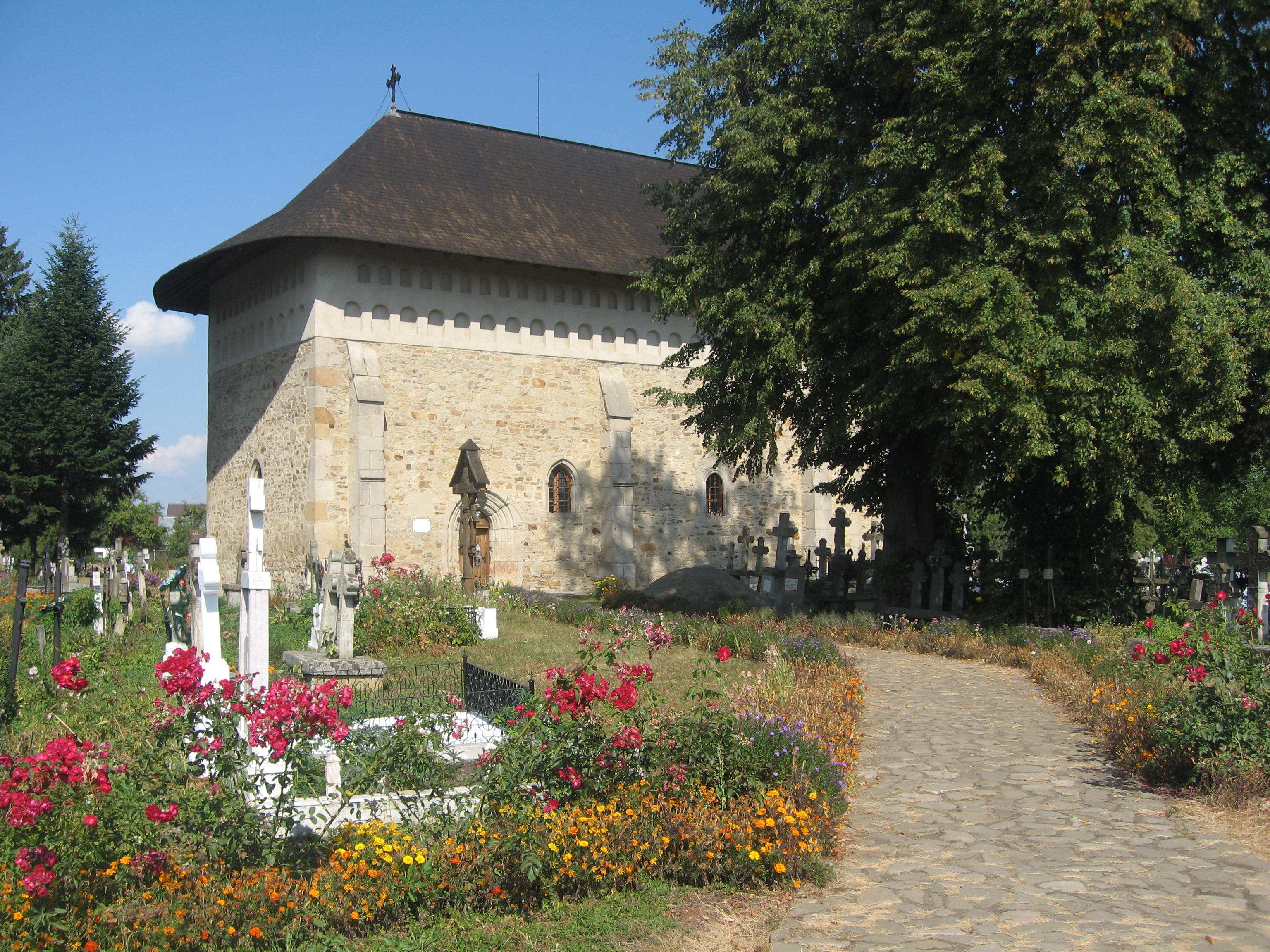
Biserica
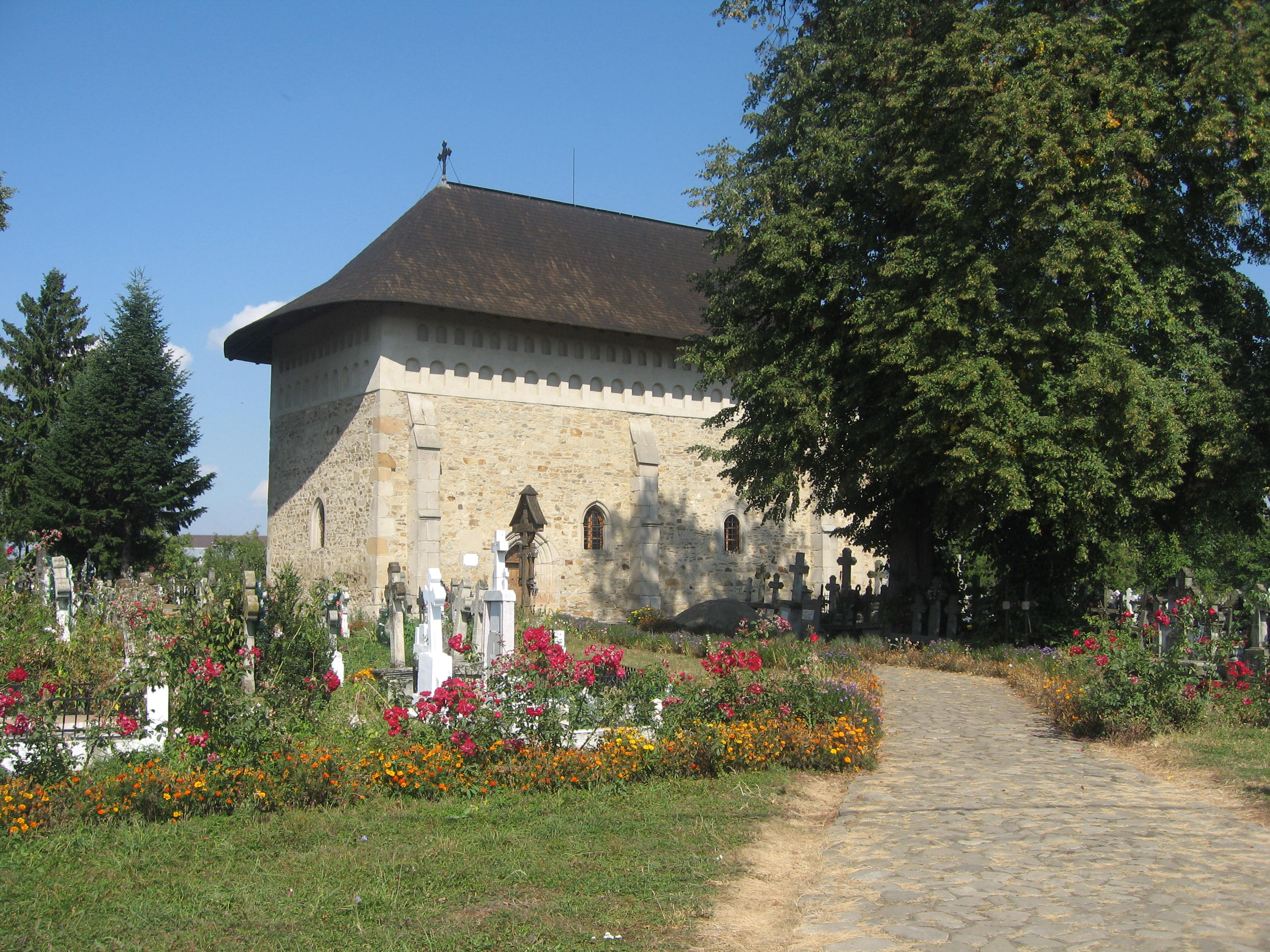
Biserica
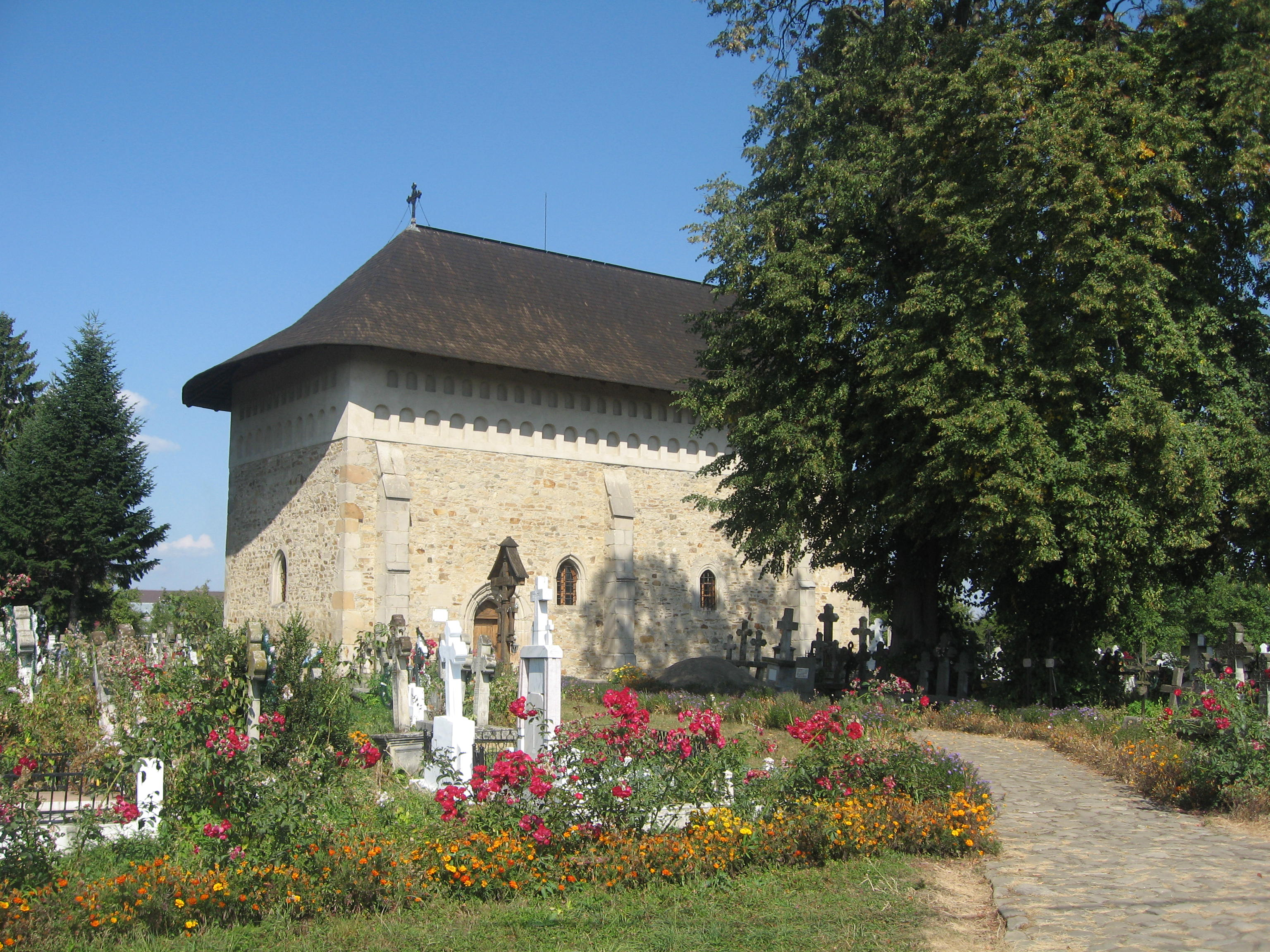
Biserica
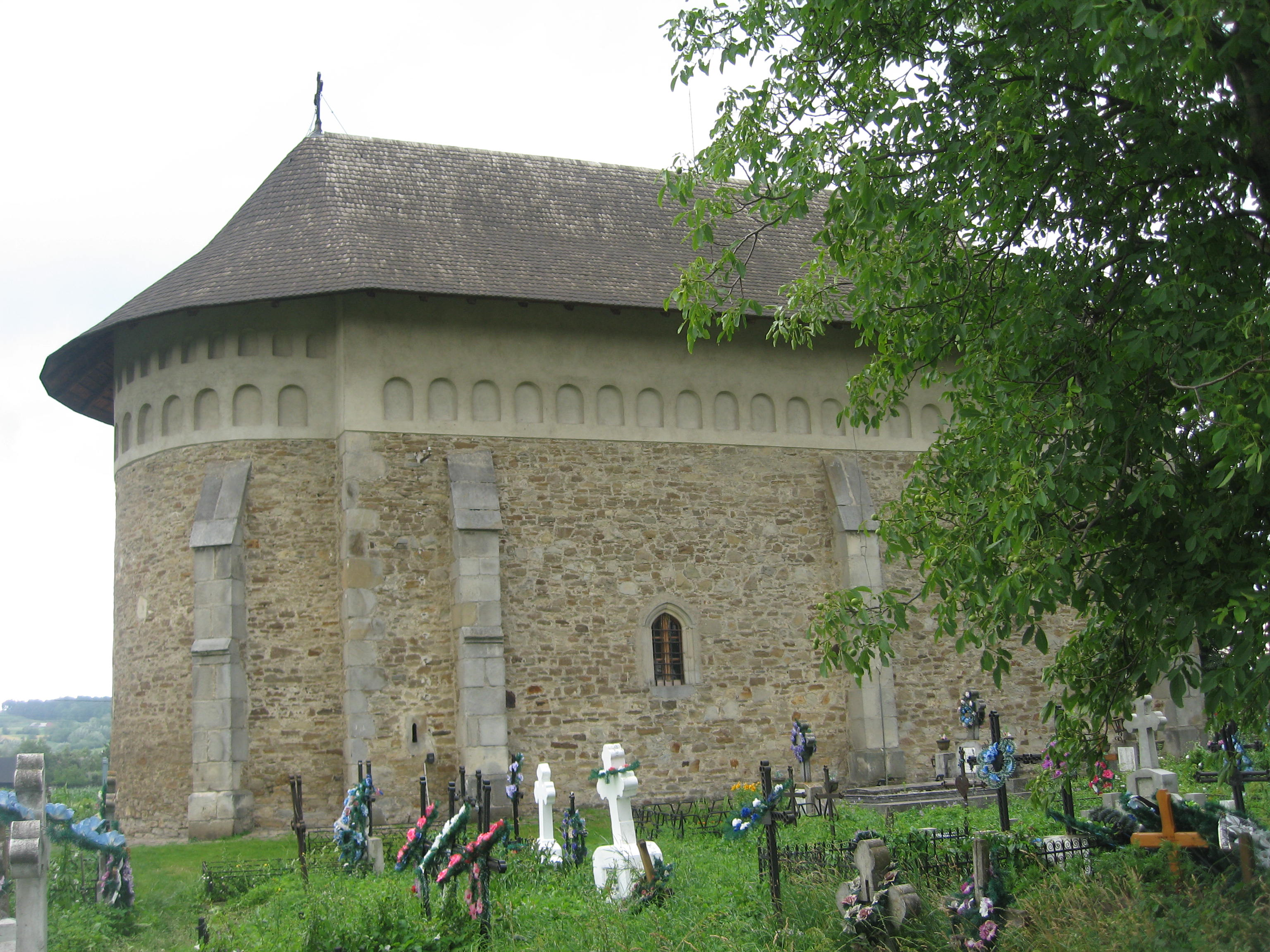
Biserica
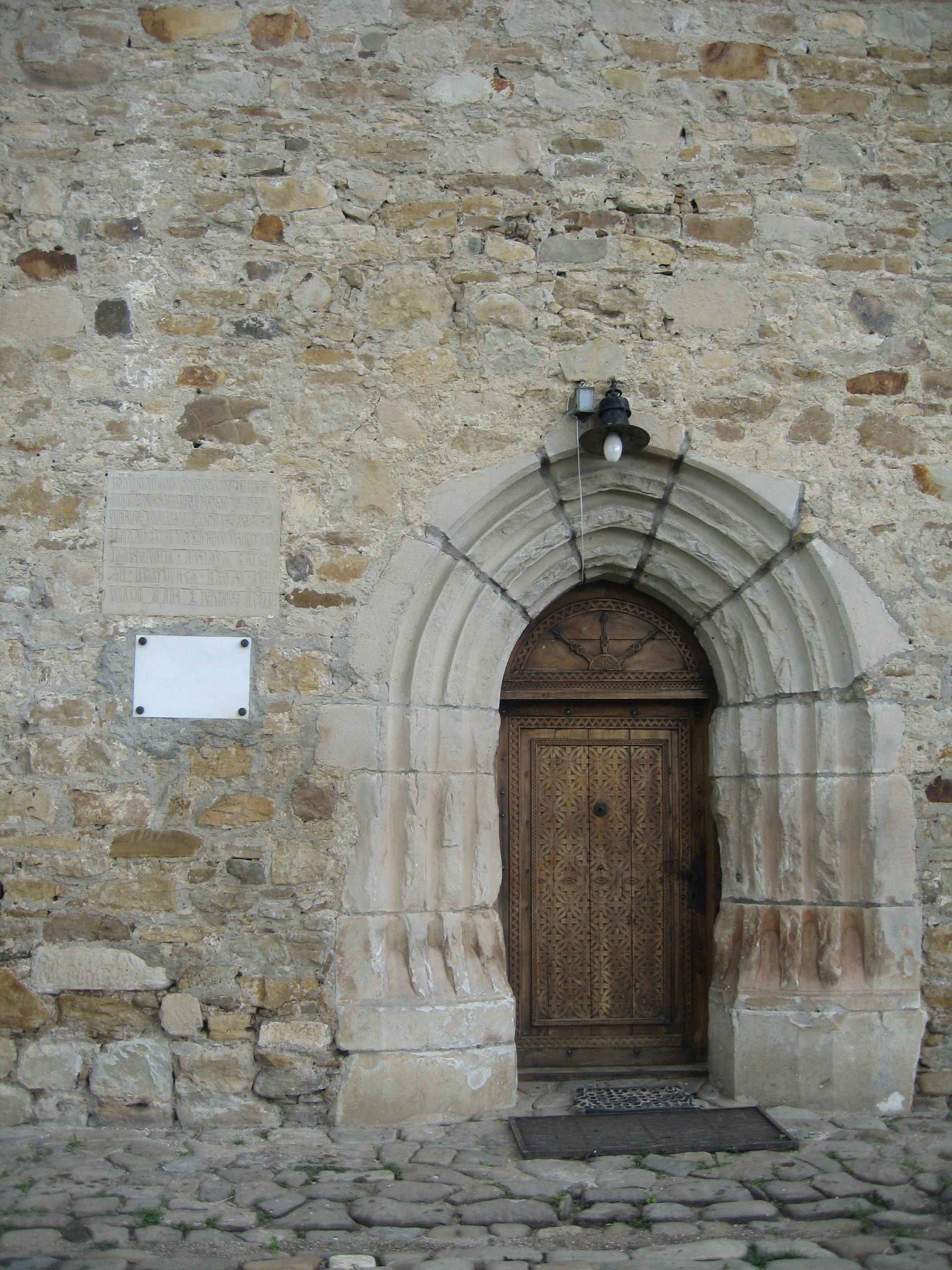
Portalul de intrare în biserică
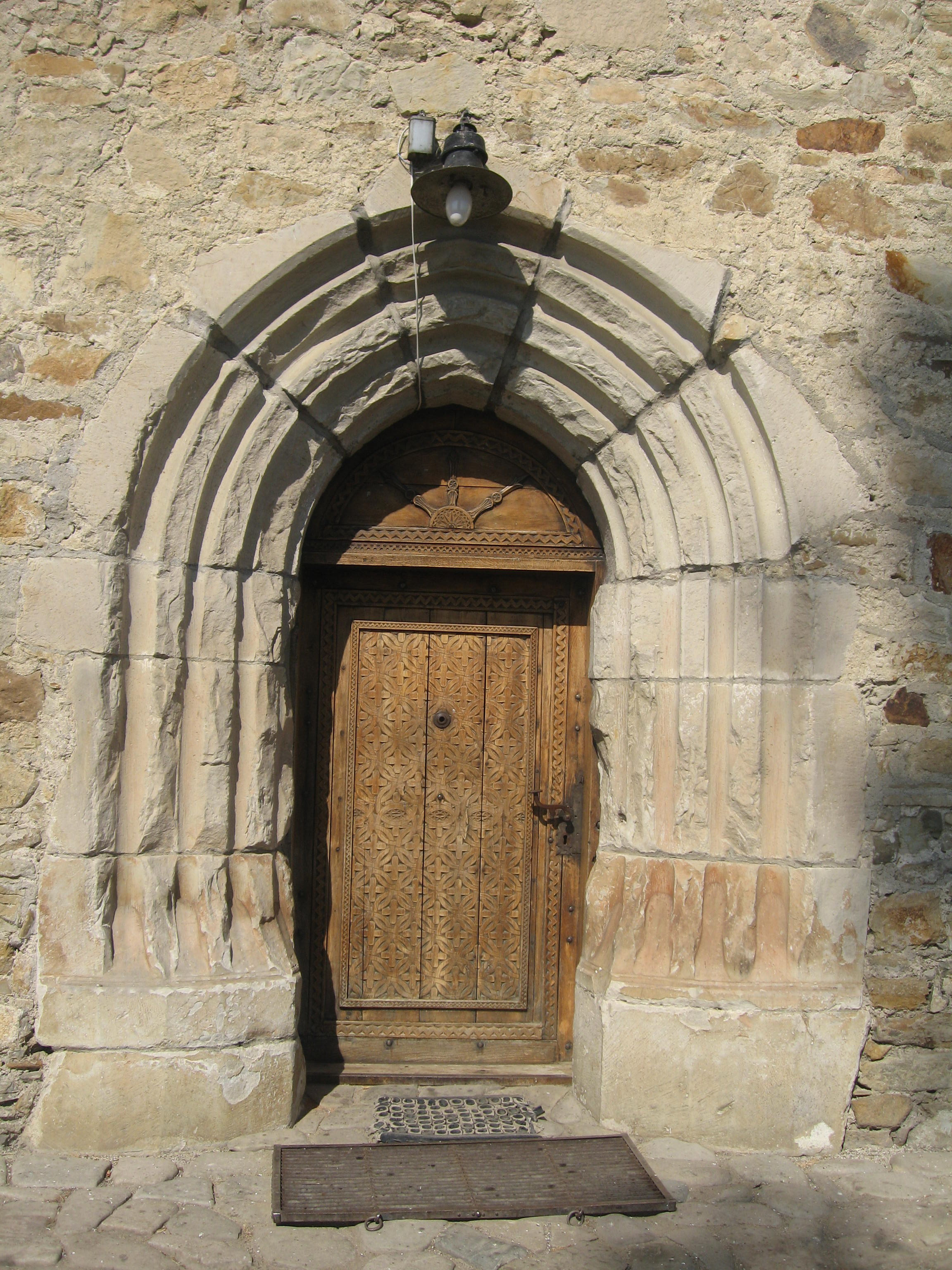
Portalul de intrare în biserică
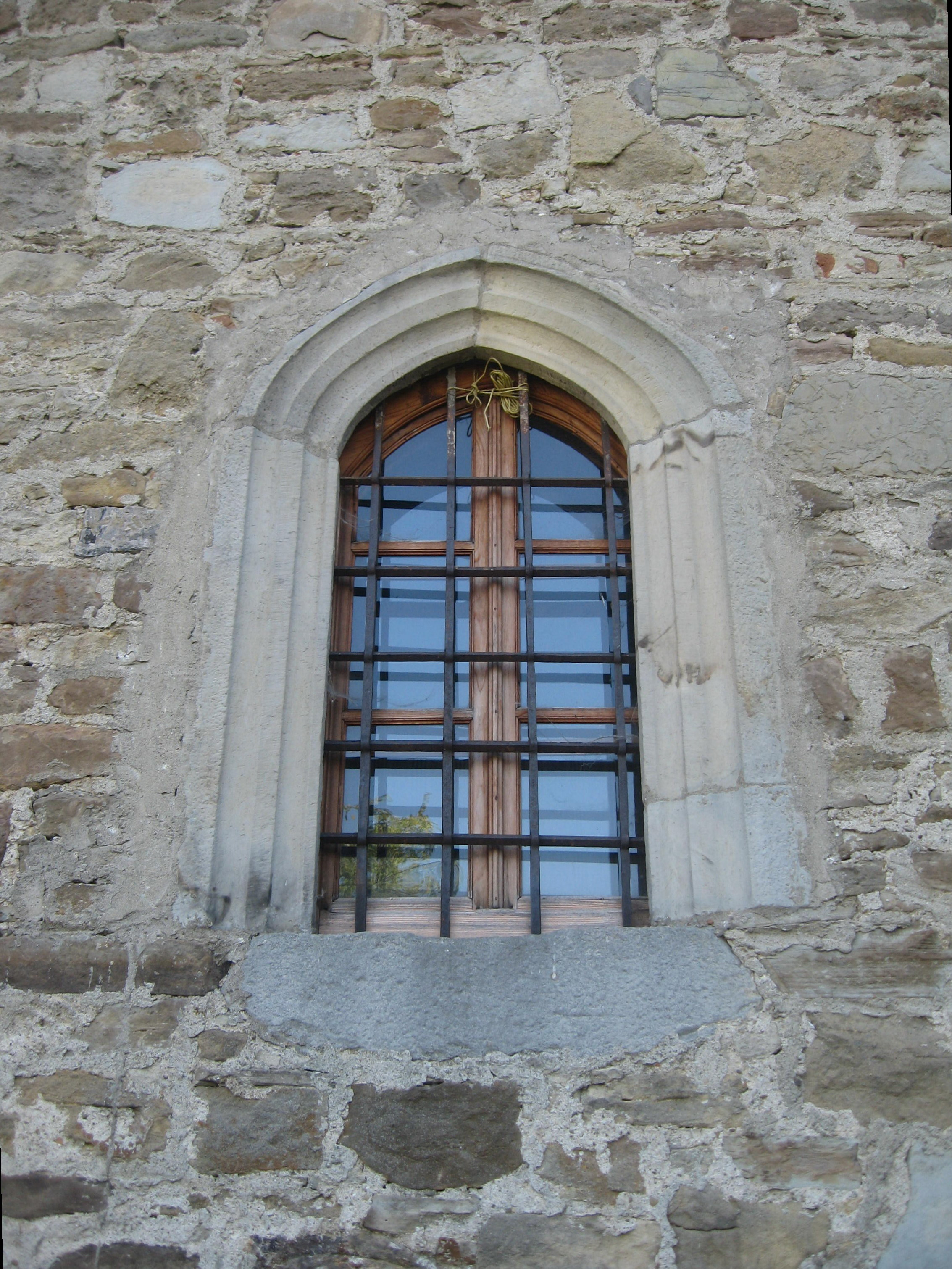
Fereastră terminată în arc frânt
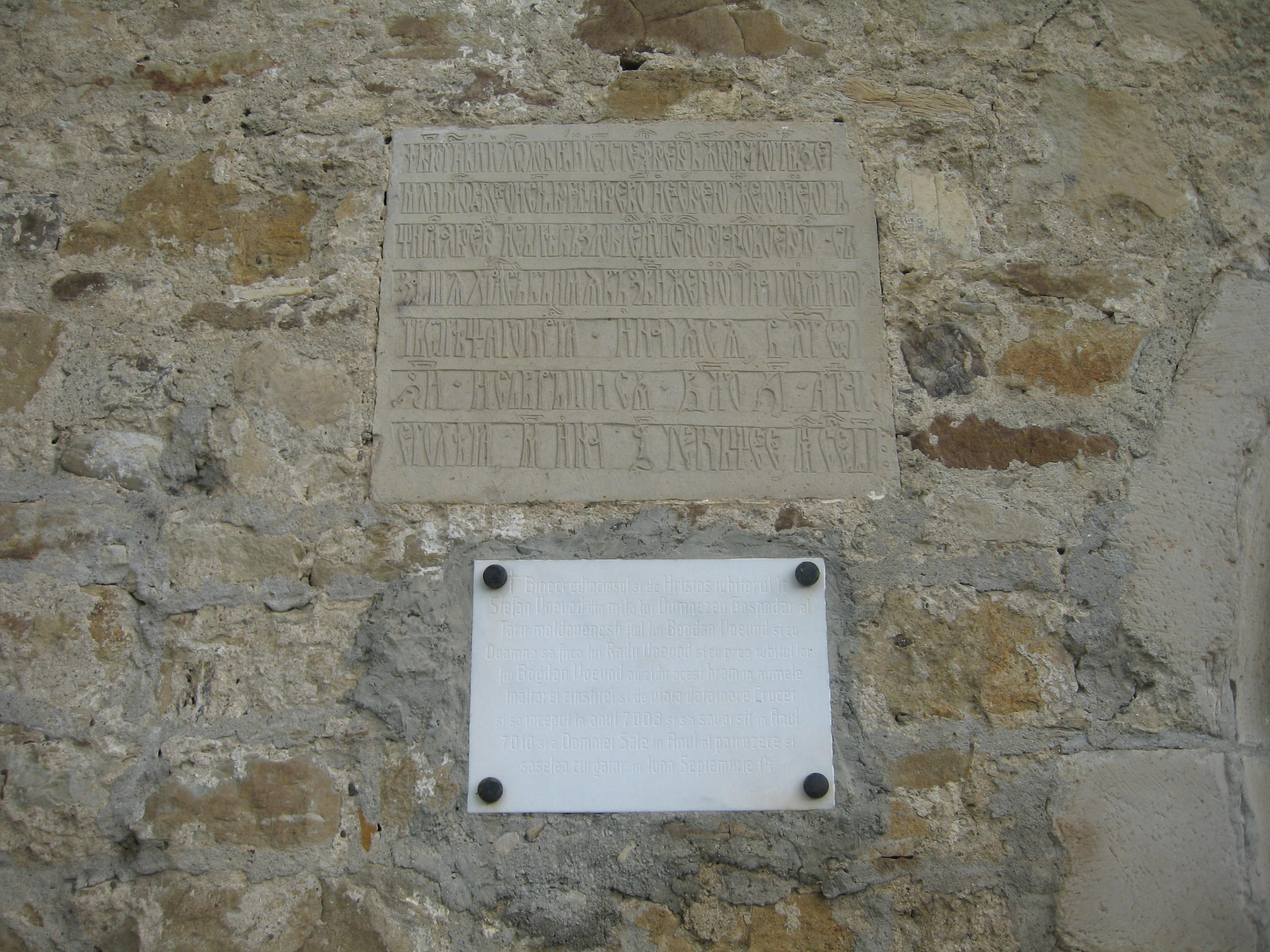
Pisania
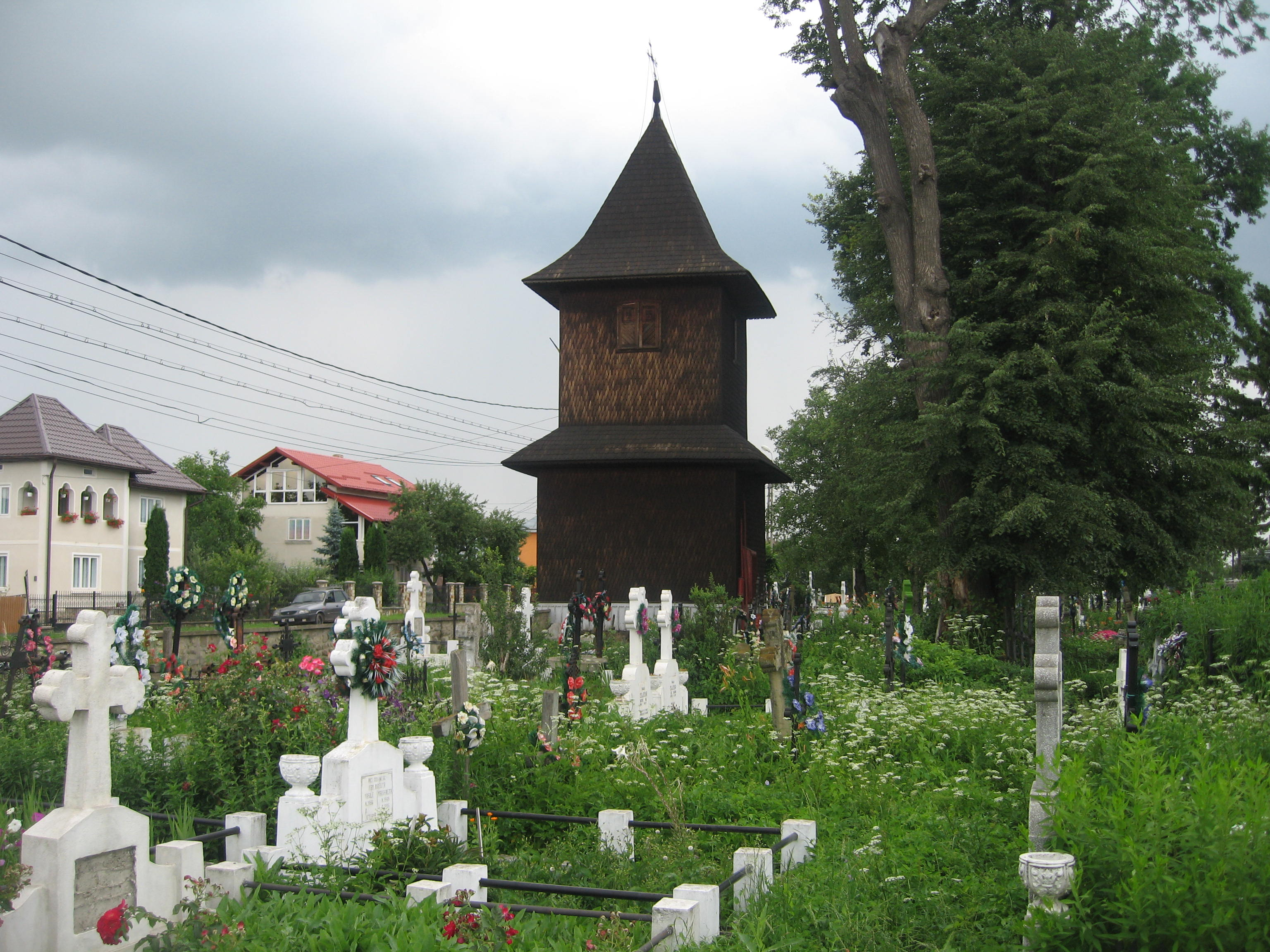
Turnul clopotniţă
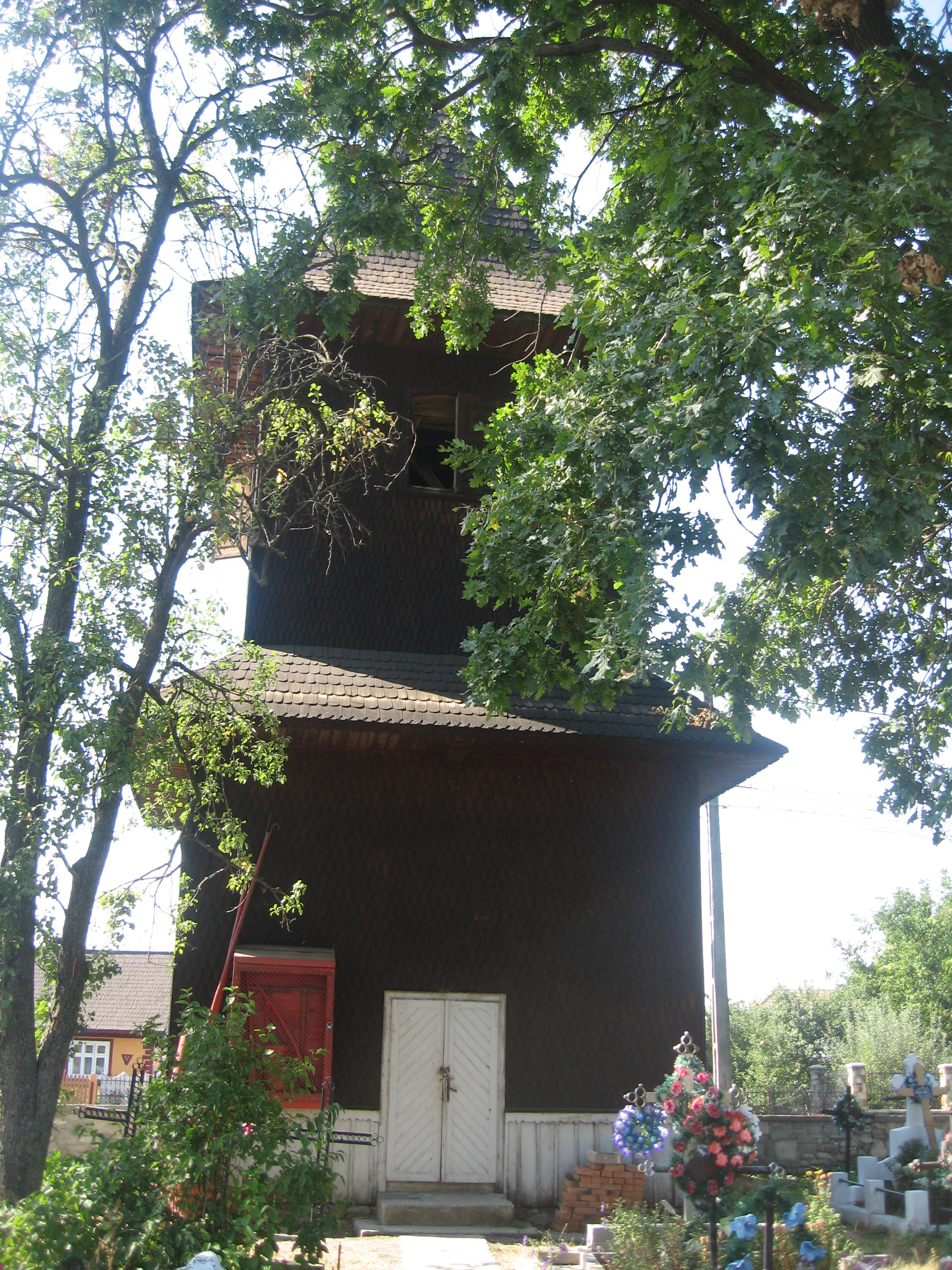
Turnul clopotniţă
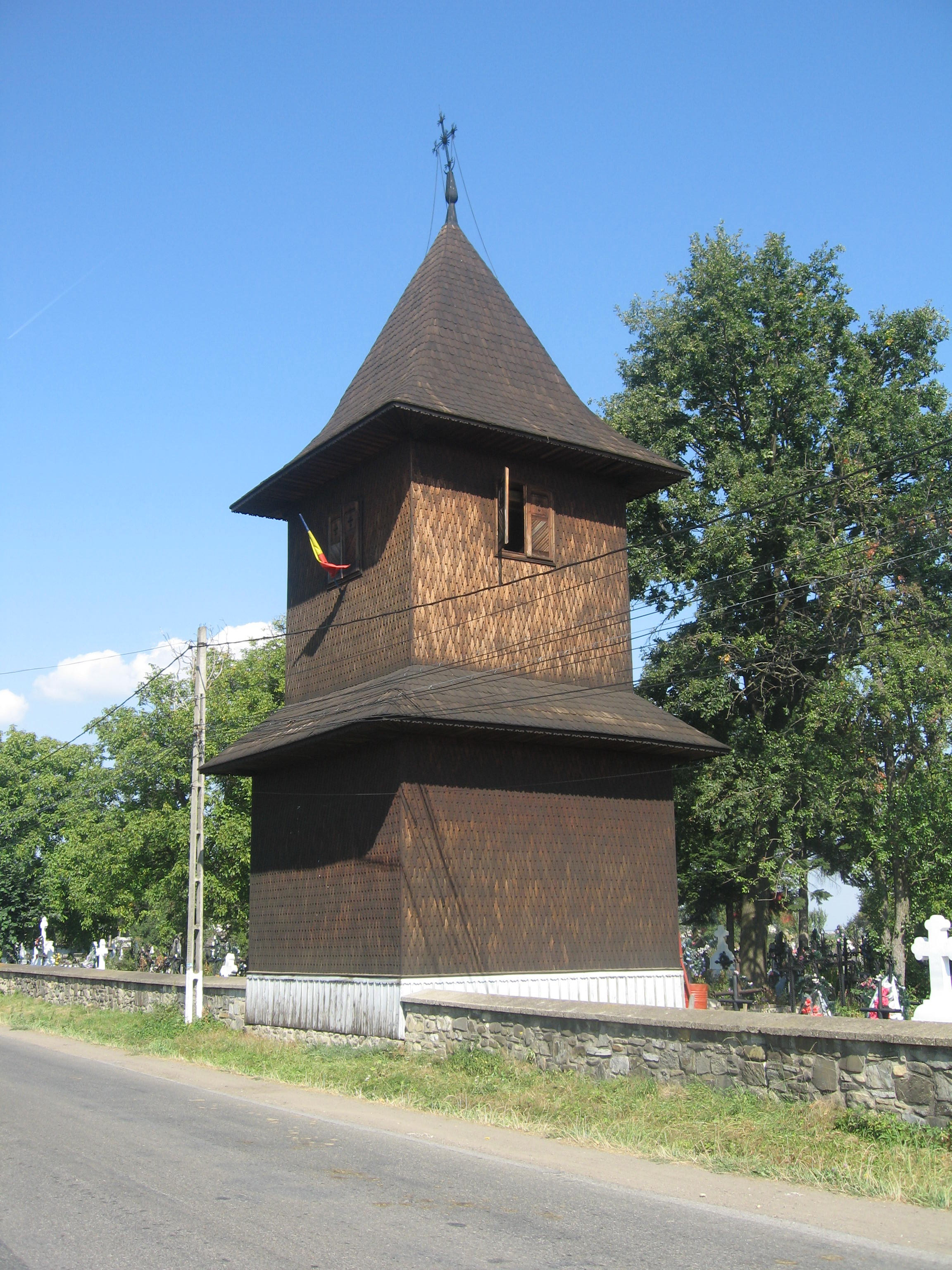
Turnul clopotniţă
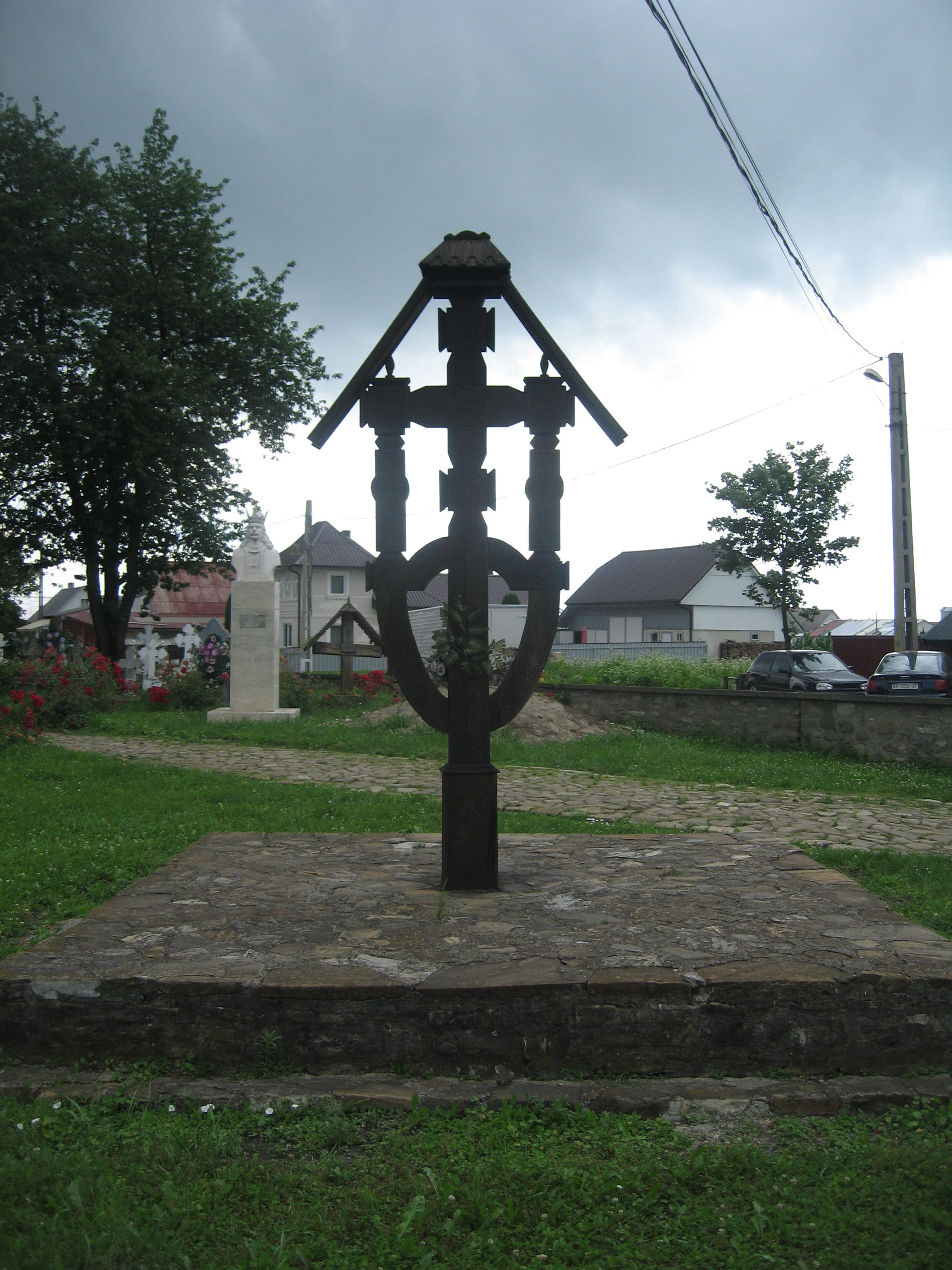
Troiţă şi bustul lui Ştefan cel Mare, aflate în curtea bisericii
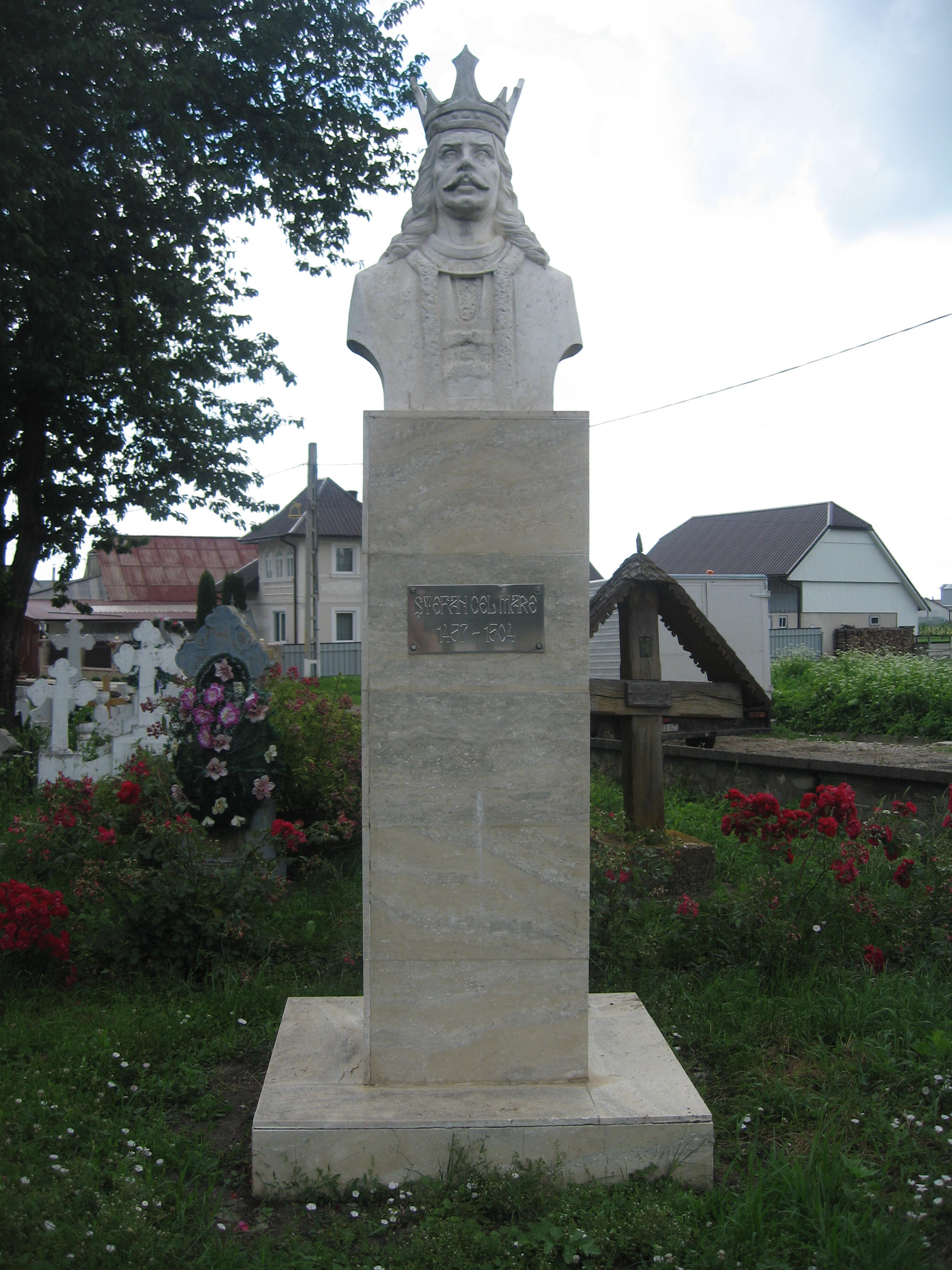
Bustul lui Ştefan cel Mare din curtea bisericii
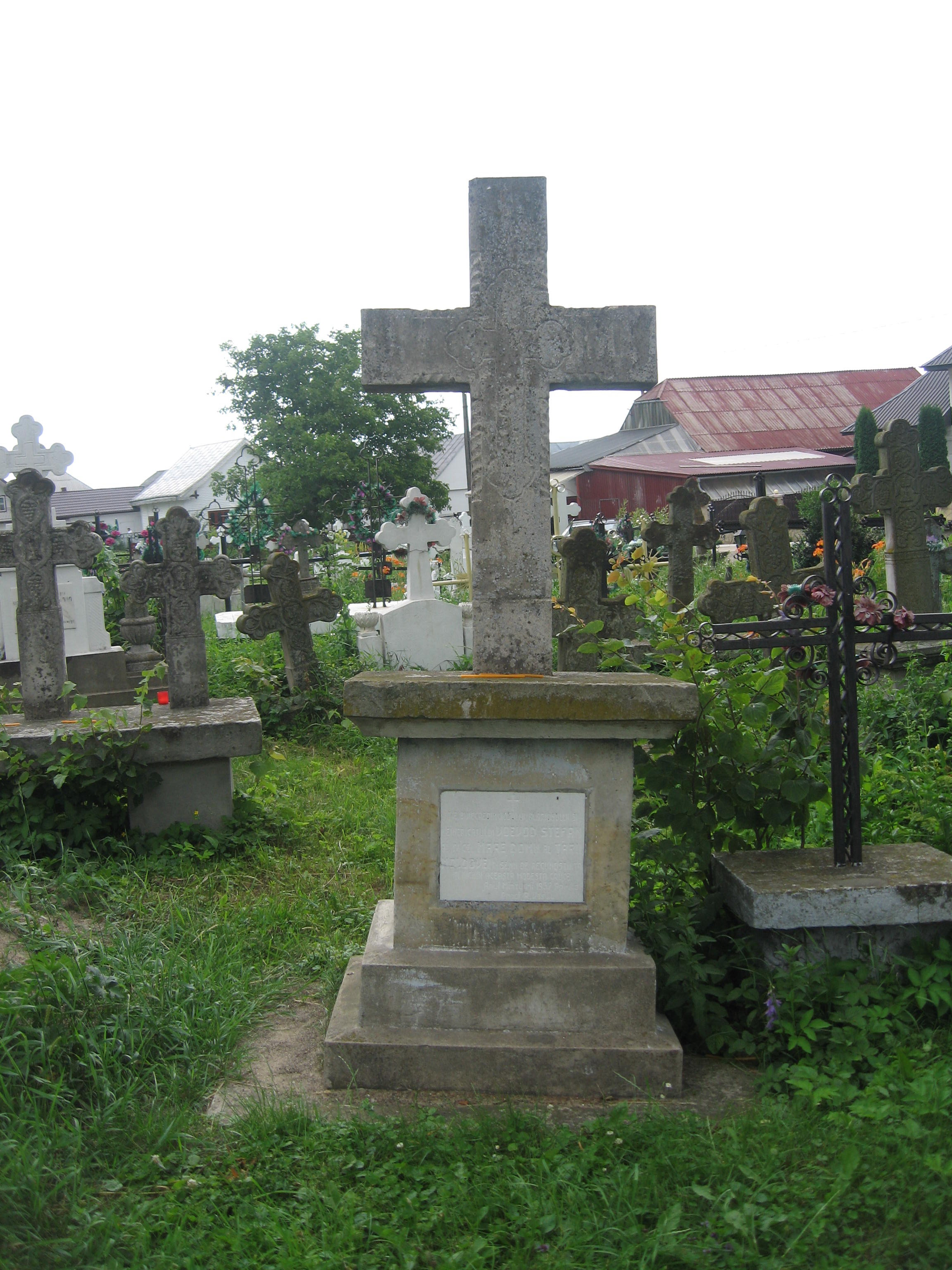
Cruce ridicată în semn de recunoştinţă faţă de voievodul Ştefan cel Mare în anul 1957
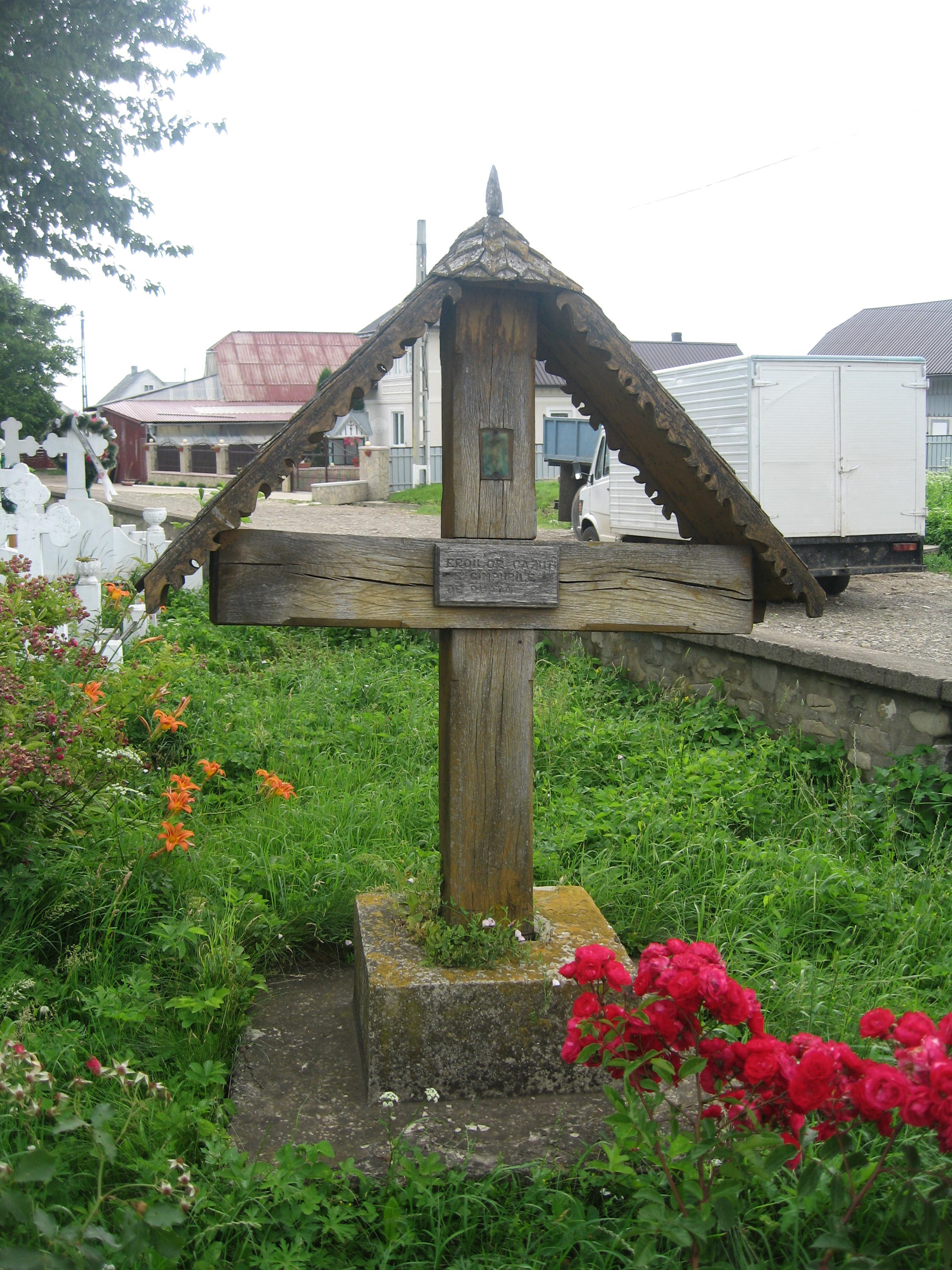
Troiţă întru pomenirea eroilor căzuţi pe câmpurile de luptă
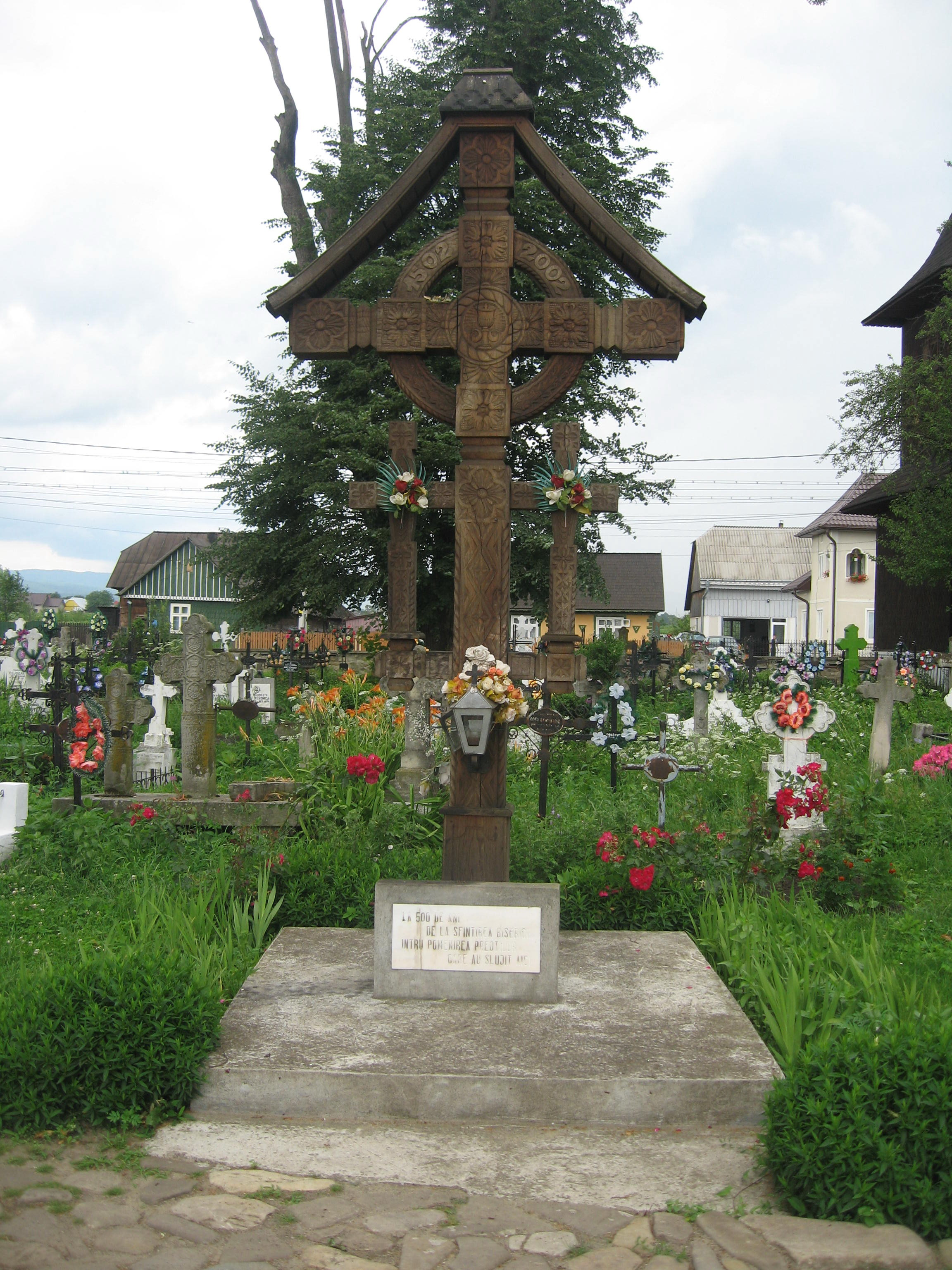
Troiţă ridicată întru pomenirea preoţilor care au slujit la această biserică, ridicată la 500 de ani de la sfinţirea lăcaşului de cult
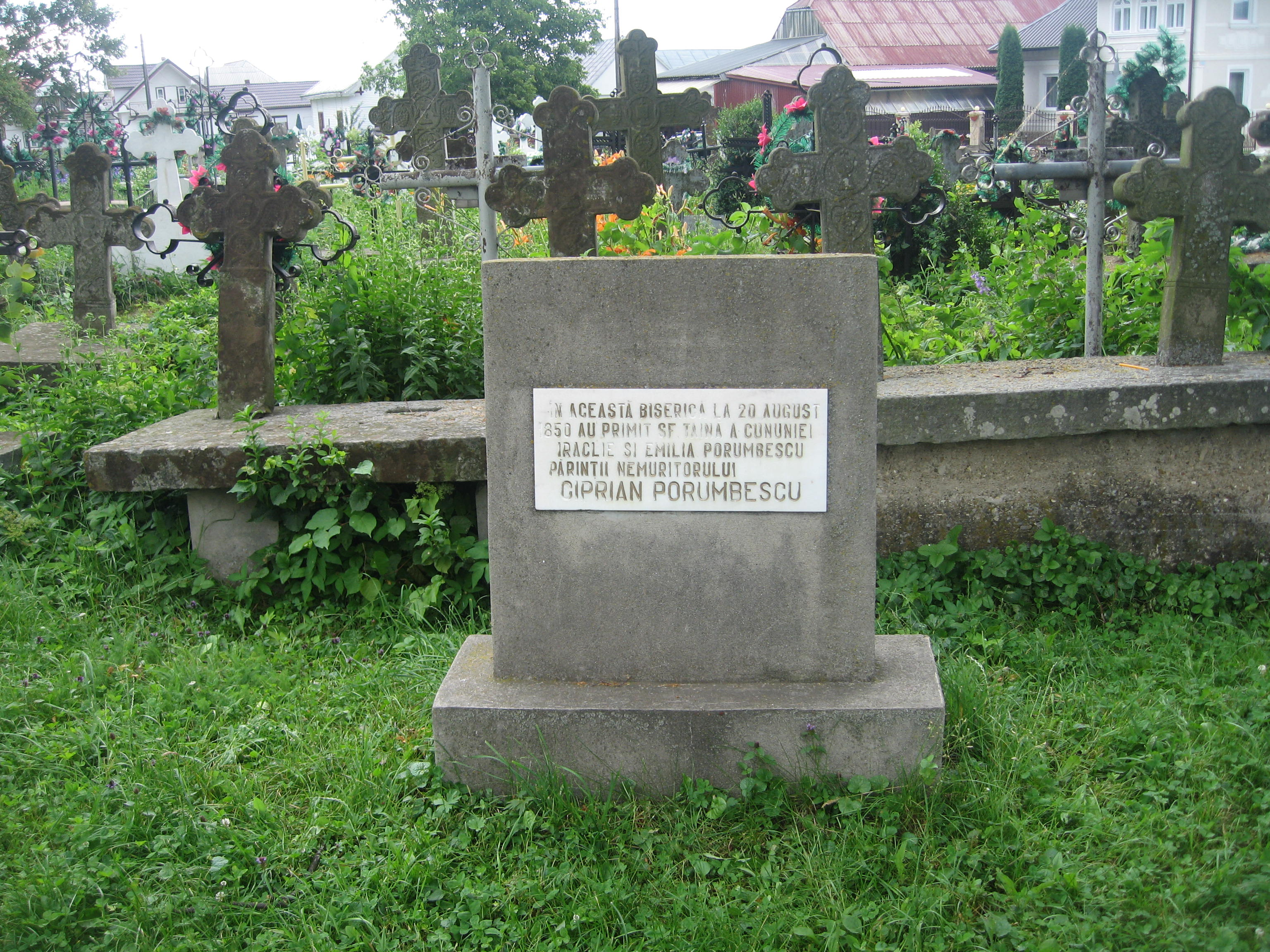
Monument care atestă faptul că în anul 1850 au fost cununaţi în această biserică părinţii compozitorului Ciprian Porumbescu
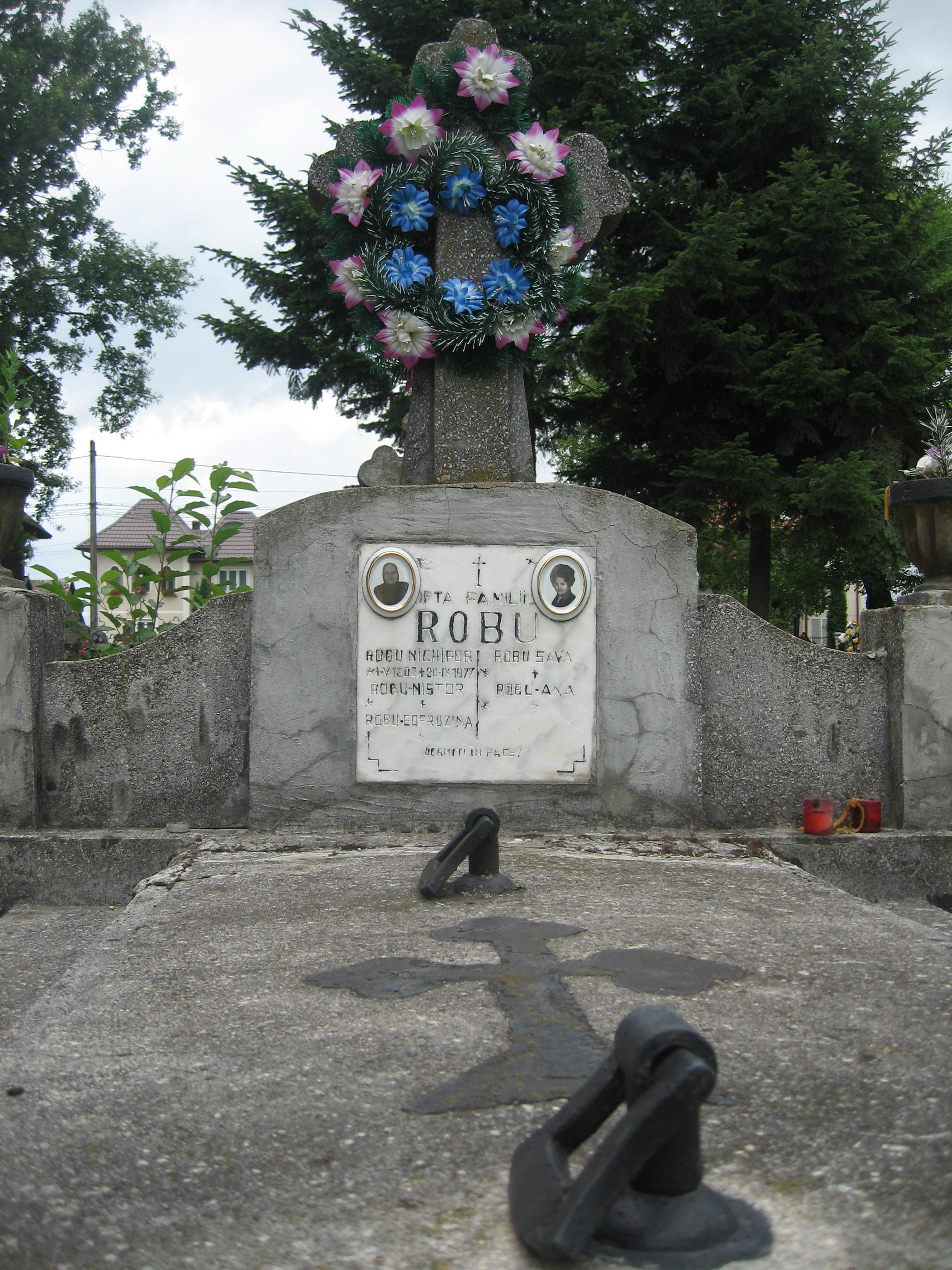
Mormântul omului politic Nichifor Robu, aflat în cimitirul din jurul bisericii
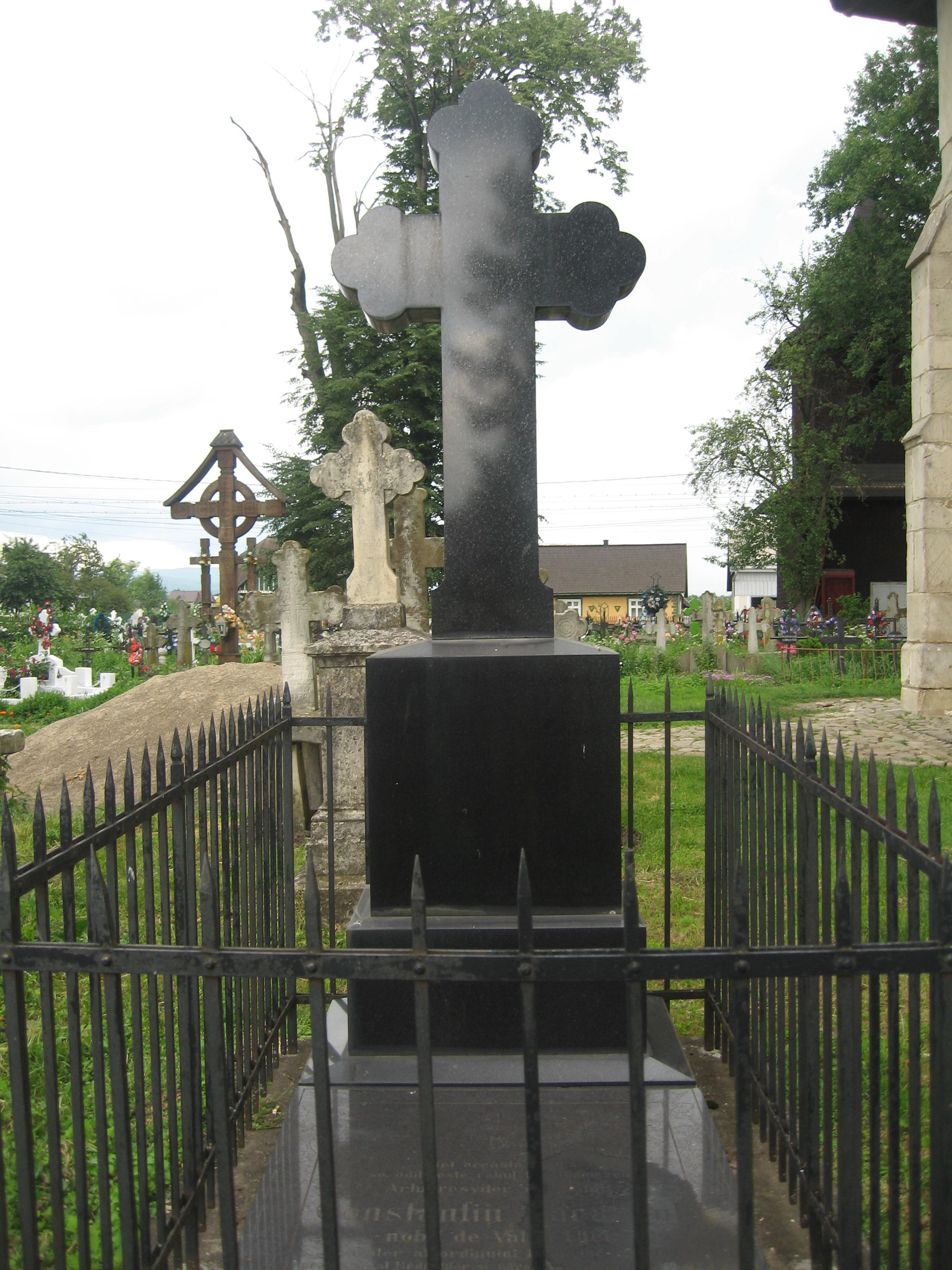
Mormântul arhipresviterului stavrofor Constantin Tarangul, cavaler al Ordinului Franz Joseph. Se află în cimitirul din jurul bisericii.
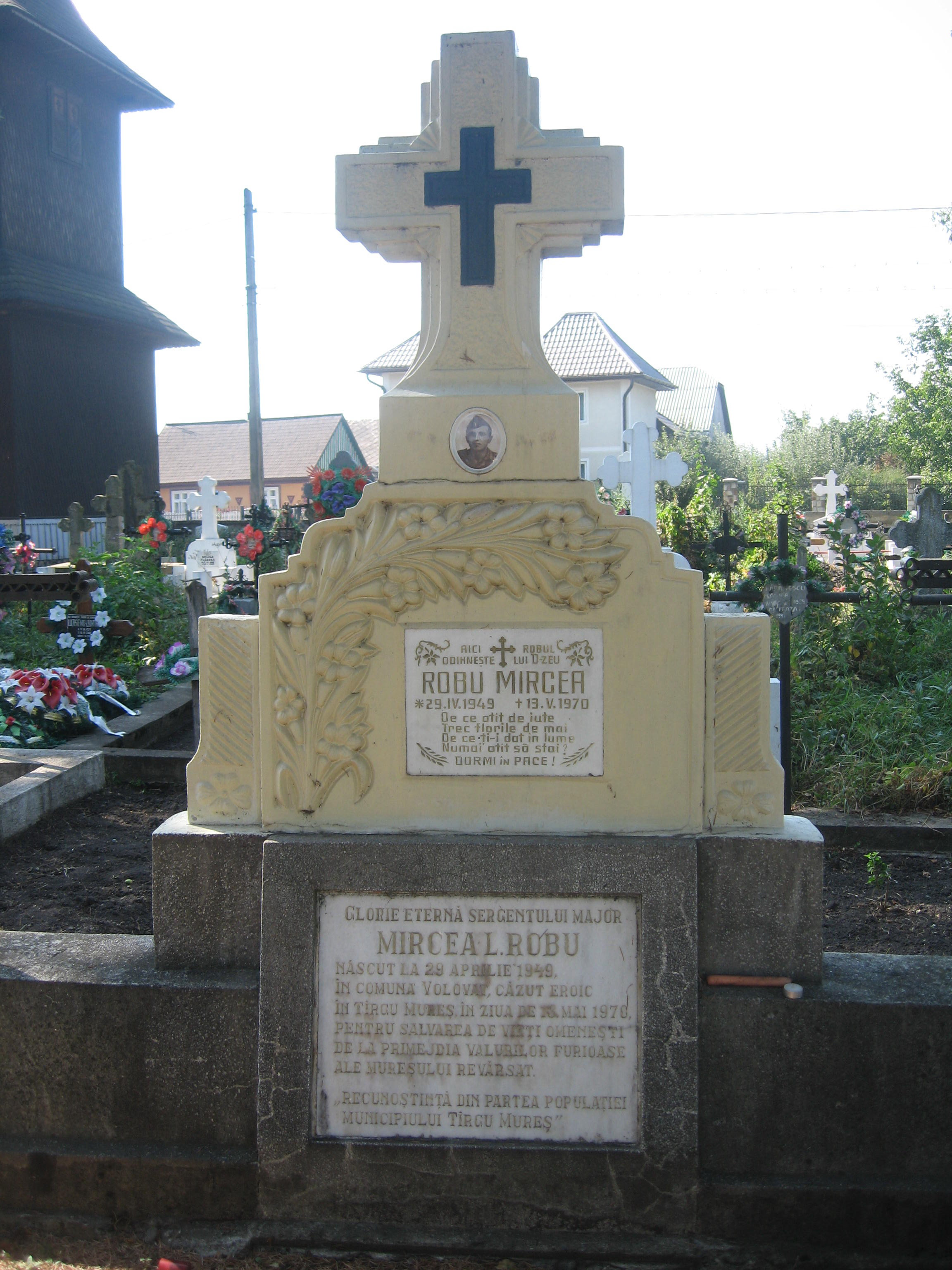
Mormântul sergentului major erou Mircea Robu (1949-1970), "căzut eroic pentru salvarea de vieţi omeneşti de la primejdia valurilor furioase ale Mureşului revărsat". Se află în cimitirul din jurul bisericii. În prezent, o stradă din Târgu Mureş îi poartă numele.